# 15. April
Der 15. April ist der 105. Tag des gregorianischen Kalenders (der 106. in Schaltjahren), somit bleiben noch 260 Tage bis zum Jahresende.

## Ereignisse

### Politik und Weltgeschehen

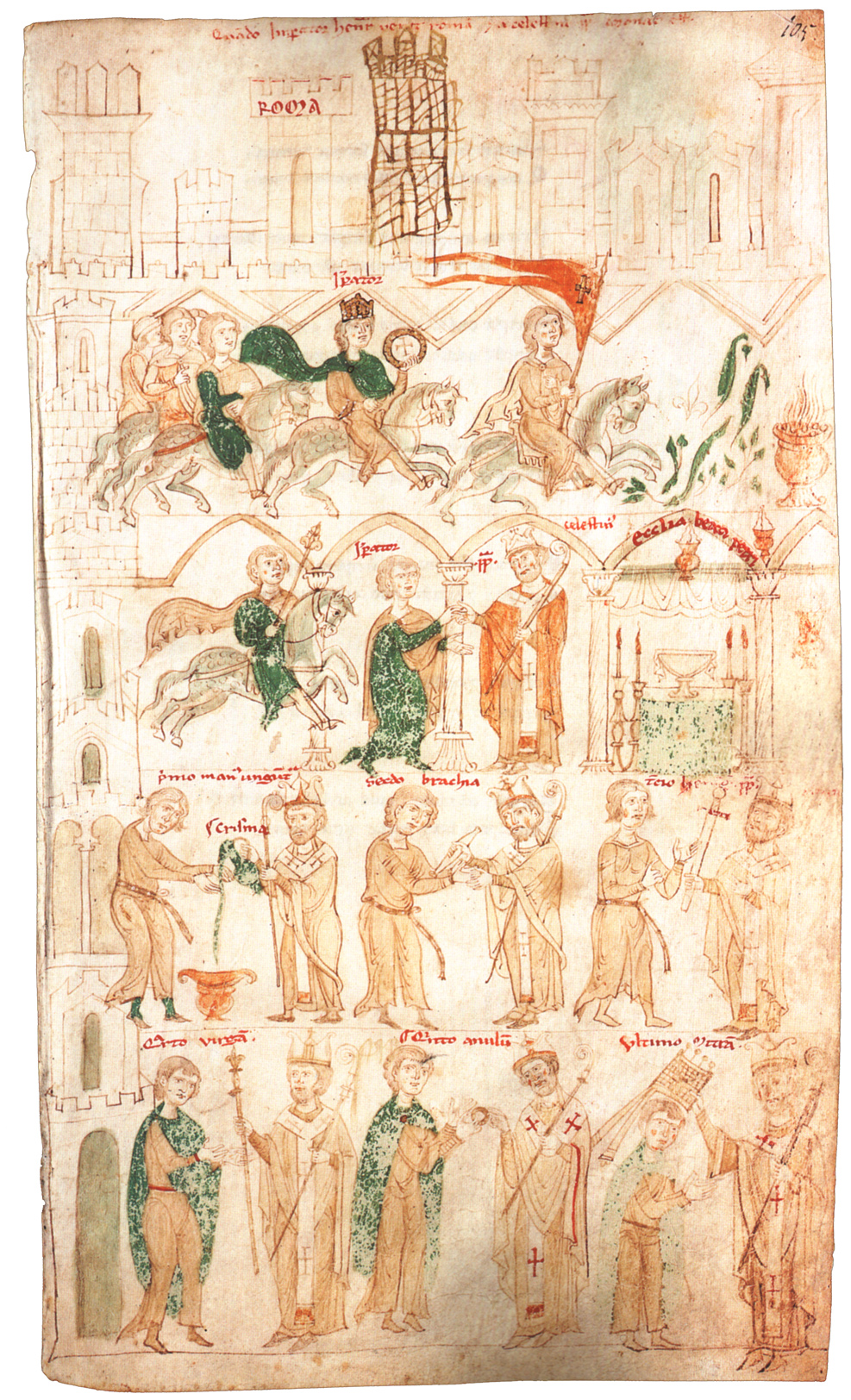
1191: Kaiserkrönung Heinrichs VI.

- 0073: Nach einjähriger Belagerung nimmt die römische Legio X Fretensis unter Lucius Flavius Silva Nonius Bassus die von 973 Zeloten unter der Führung von Eleasar ben Ja’ir verteidigte jüdische Felsenfestung Masada ein und beendet damit den Jüdischen Krieg. Nahezu alle Verteidiger und Angehörige begehen nach zeitgenössischen Angaben kurz vor dem Fall der Anlage Selbstmord; lediglich zwei Frauen und fünf Kinder werden lebend vorgefunden.
- 1071: Die unter Hunger leidenden Bewohner Baris ergeben sich nach dreijähriger Belagerung den Normannen unter Robert Guiskard. Das Byzantinische Reich verliert sein restliches Gebiet in Süditalien.
- 1191: Heinrich VI. aus dem Geschlecht der Staufer wird von Papst Coelestin III., der sich dagegen gesträubt hat, in Rom zum Kaiser des Heiligen Römischen Reiches gekrönt.
- 1218: Die Urkunde Goldene Handfeste wird durch König Friedrich II. in Frankfurt am Main ausgestellt. Bern erhält darin Stadtrechte und wird Freie Reichsstadt. Die Urkunde soll eine Fälschung sein, doch das angebrachte kaiserliche Siegel ist echt.

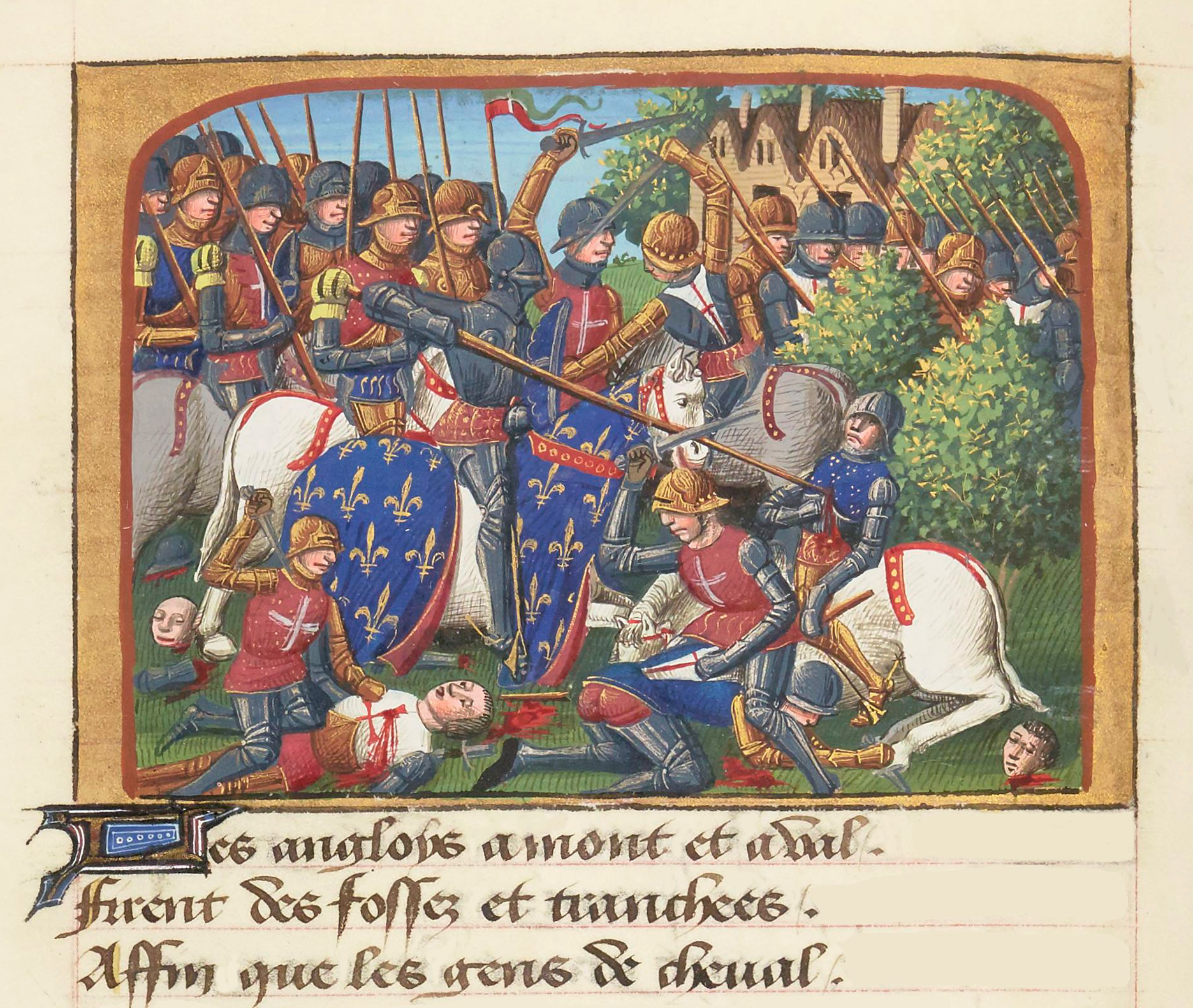
1450: Schlacht von Formigny

- 1450: Frankreich gelingt in der Schlacht von Formigny ein entscheidender Sieg gegen ein Heer der Engländer in der Endphase des Hundertjährigen Kriegs.
- 1621: Die Mayflower setzt die Segel zur Rückfahrt von der neu gegründeten Kolonie Plymouth nach England.

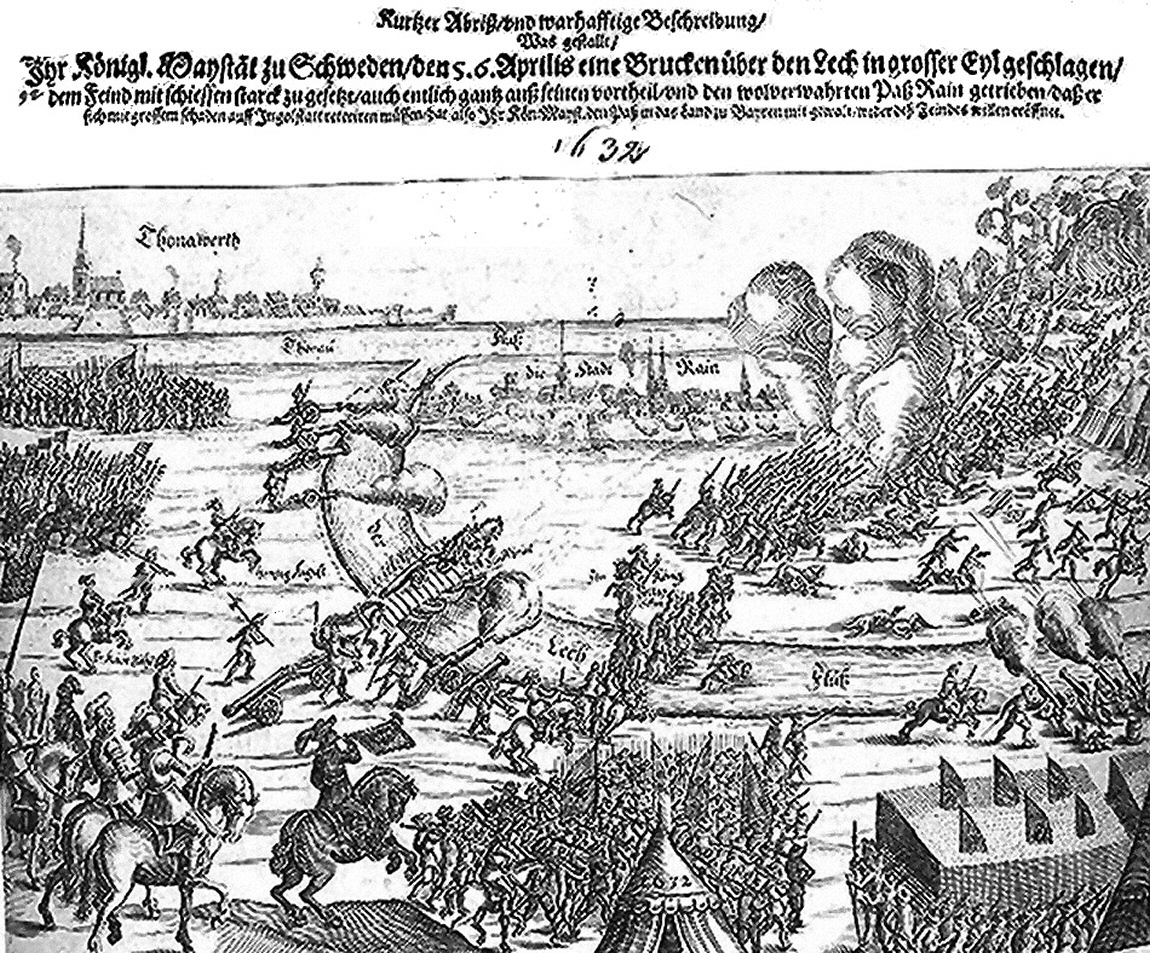
1632: Schlacht bei Rain am Lech

- 1632: In der Schlacht bei Rain am Lech besiegen die Schweden unter König Gustav II. Adolf während des Dreißigjährigen Krieges die Truppen der Katholischen Liga. Deren Feldherr Johann T’Serclaes von Tilly stirbt 15 Tage später an einer erlittenen Schussverletzung im Oberschenkel.
- 1638: In Japan werden die Rebellen des christlichen Shimabara-Aufstands unter Amakusa Shirō durch das Shōgunat besiegt, das die letzte Festung Hara einnimmt. Die Unterlegenen werden zu Tausenden geköpft. Das Christentum in Japan überlebt nur im Untergrund.
- 1642: Während der Irischen Konföderationskriege kommt es zur Schlacht von Kilrush, in der sich die royalisten Truppen gegen zahlenmäßig überlegene irische Rebellen durchsetzen.
- 1683: Ein einheitliches dänisches Rechtsbuch, der Danske Lov, wird von König Christian V. in Kraft gesetzt und löst althergebrachte Rechte der Regionen ab.
- 1715: Mit einem Massaker an einer Delegation aus South Carolina beginnt der Yamasee-Krieg zwischen amerikanischen Ureinwohnern und europäischen Kolonisten.

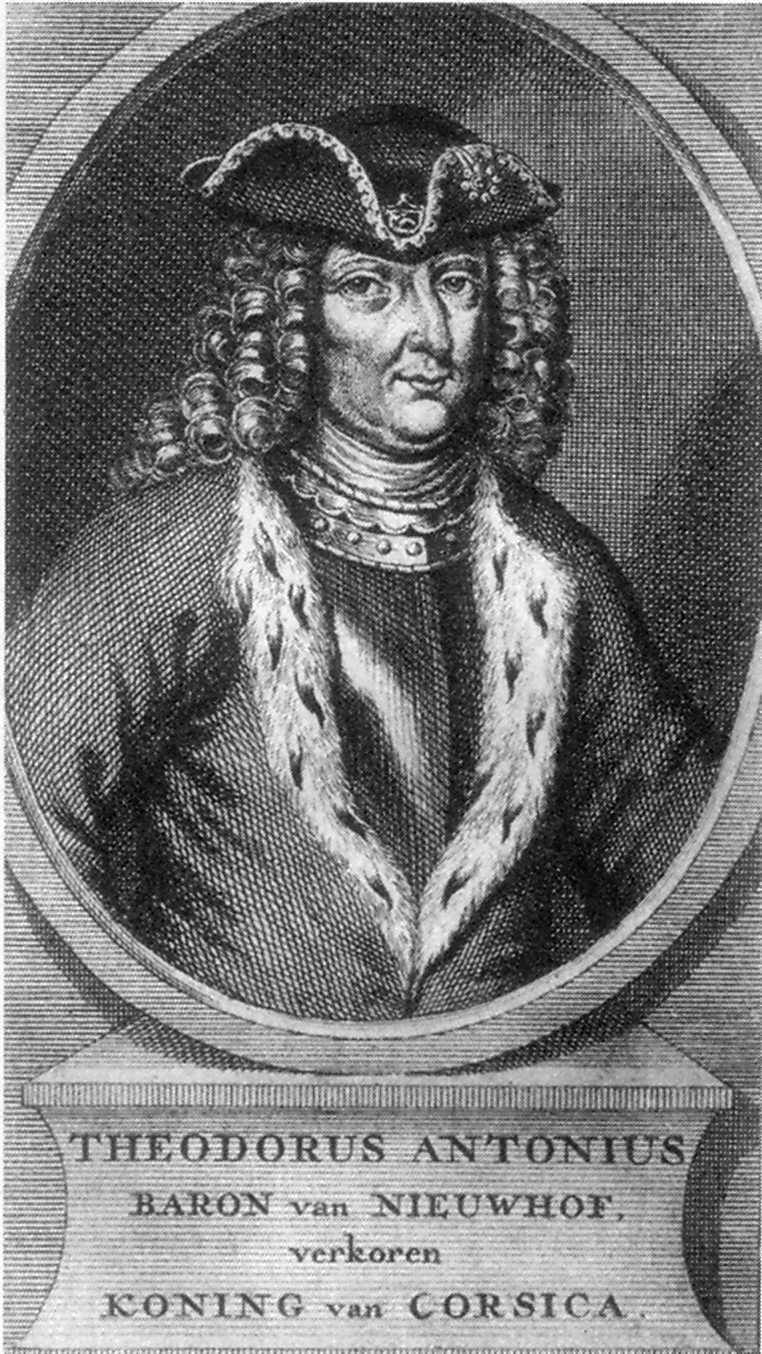
1736: Theodor von Neuhoff

- 1736: Rebellische Korsen erheben sich gegen die Herrschaft der Republik Genua und rufen den Westfalen Theodor von Neuhoff zum König Theodor I. aus, den ersten und einzigen König in der Geschichte Korsikas.

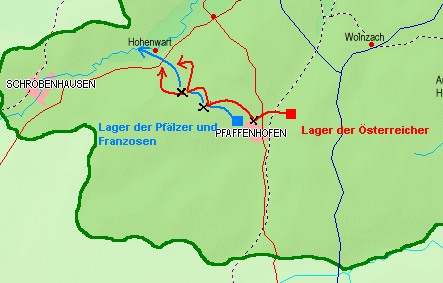
1745: Schlacht bei Pfaffenhofen

- 1745: In der Schlacht bei Pfaffenhofen während des Österreichischen Erbfolgekriegs besiegen österreichische Truppen unter Karl Josef Batthyány eine französisch-bayerisch-kurpfälzische Armee und nehmen Pfaffenhofen an der Ilm ein. Das geschlagene Bayern scheidet nur wenige Tage später aus der Koalition gegen die Pragmatische Sanktion aus.
- 1796: Österreichische Truppen unter Joseph Philipp Vukasović erscheinen einen Tag zu spät zur Schlacht bei Dego, können bei der siegreichen napoleonischen Italienarmee aber Verwirrung hervorrufen und sich mit erbeuteten Kanonen eine Zeit lang gegen die Übermacht halten, ehe sie sich zurückziehen müssen.
- 1798: Die Republik Genf verliert ihre Unabhängigkeit durch Annexion. Als Département du Léman wird sie von Frankreich beim zweiten Versuch nach 1792 gewaltsam einverleibt.
- 1809: Erzherzog Ferdinand Karl von Österreich überschreitet mit einem Großteil seiner Truppen die Pilitza und dringt ins Herzogtum Warschau ein, wo er eine Proklamation gegen Frankreich und Napoleon Bonaparte verbreitet. Der Österreichische Feldzug gegen das Herzogtum Warschau im Rahmen des Fünften Koalitionskriegs dauert bis zum 15. Juli.
- 1834: Der zweite Aufstand der Seidenweber in Lyon wird von Armeeeinheiten blutig niedergeschlagen. Bei der mehrtägigen Rebellion verlieren über 600 Menschen ihr Leben.

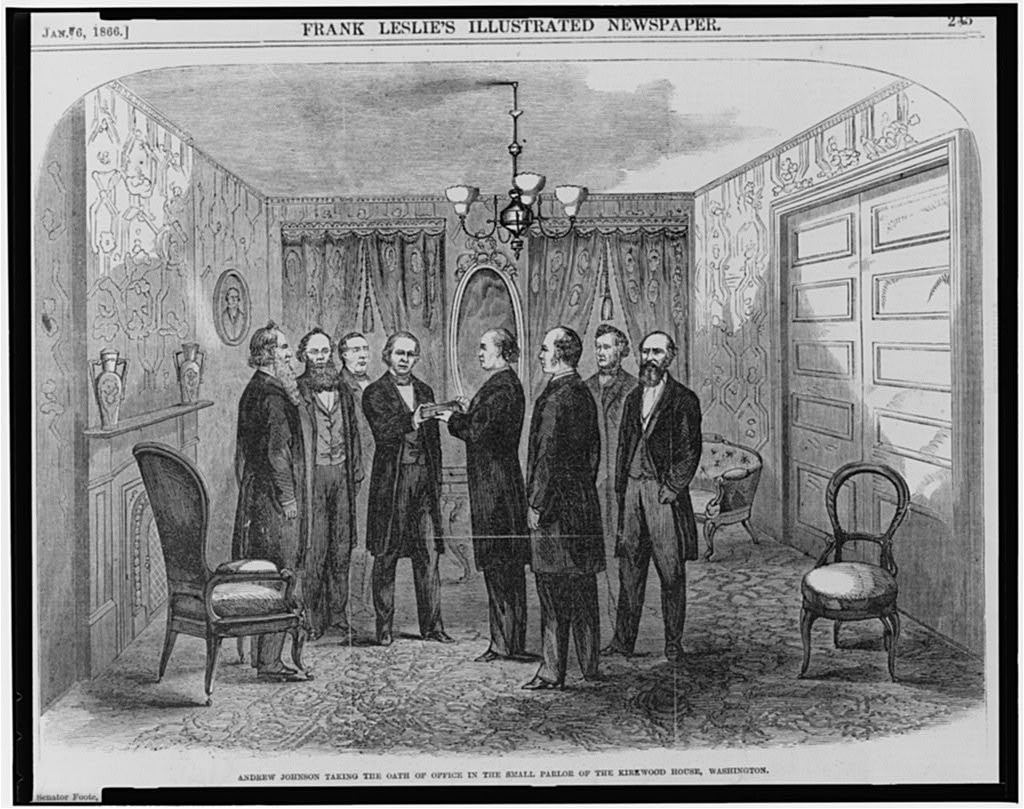
1865: Johnsons Vereidigung

- 1865: Nach der Ermordung Abraham Lincolns wird dessen Vizepräsident Andrew Johnson als 17. US-Präsident vereidigt.

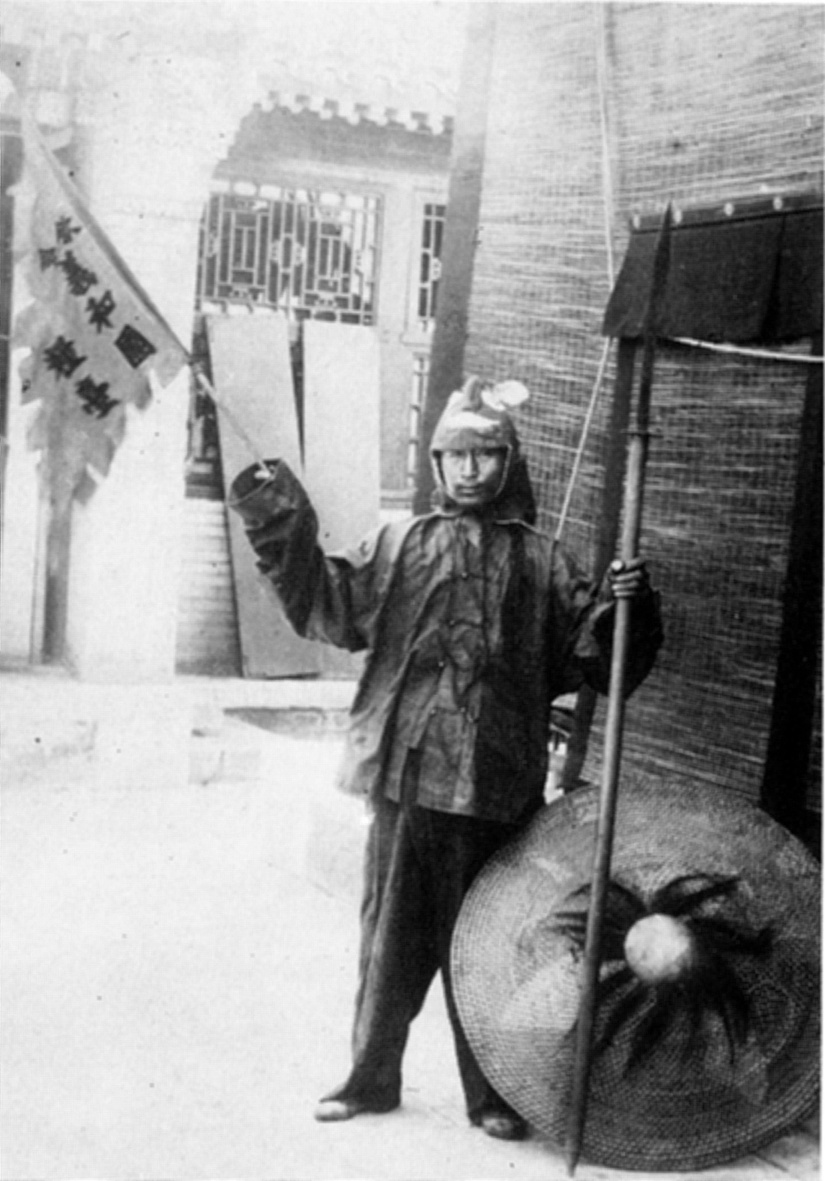
1900: Chinesischer „Boxer“

- 1900: Im Kaiserreich China der Qing-Dynastie wird die Boxerbewegung verboten, was ohne große Auswirkungen bleibt, da sie unter den regulären chinesischen Truppen Verbündete findet.
- 1941: Die deutsche Luftwaffe führt im Zweiten Weltkrieg einen Luftangriff auf Belfast durch. Beim Belfast Blitz kommen über 1.000 Menschen ums Leben.
- 1945: In Gardelegen entdecken US-amerikanische Truppen den Tatort des Massakers in der Isenschnibber Feldscheune an 1016 KZ-Häftlingen. Sogleich beginnen sie mit ihrer Dokumentation und Beweissicherung der Spuren dieses Endphaseverbrechens, eines der größten NS-Todesmarschverbrechen europaweit.
- 1945: Das KZ Bergen-Belsen wird durch kampflose Übergabe an britisch-kanadische Truppen unter Bernard Montgomery befreit.
- 1945: Karl Renner, von den Sowjets zur Bildung einer provisorischen österreichischen Regierung vorgesehen, schreibt seinen Brief an Stalin.
- 1961: Zur Vorbereitung der Invasion in der Schweinebucht bombardieren US-amerikanische Kampfflugzeuge, die mit kubanischen Hoheitszeichen versehen worden sind, drei Flugplätze auf Kuba. Dabei werden fünf Flugzeuge abgeschossen.
- 1974: Bei einem Armeeputsch im Niger wird Präsident Hamani Diori gestürzt, dem Korruption und ineffizienter Umgang mit Hilfslieferungen während der Hungersnot in der Sahelzone vorgeworfen werden. Sein Nachfolger wird Seyni Kountché.
- 1986: Als Vergeltung für den Anschlag auf die Berliner Diskothek La Belle vom 5. April, bei dem zwei US-Soldaten ums Leben gekommen sind, bombardiert die Luftwaffe der USA die libyschen Städte Tripolis und Bengasi, wobei 36 Menschen ums Leben kommen. Dieser Angriff ist vermutlich der Auslöser für das Lockerbie-Attentat zwei Jahre später.
- 1989: In China stirbt der Reformpolitiker Hu Yaobang. Sein Tod führt zwei Tage später zu ersten Demonstrationen am Tian’anmen-Platz in Peking.
- 1994: Auf einem Kirchengelände im heutigen Sektor Rusororo werden kurz nach Beginn des Völkermords in Ruanda rund 25.000 Tutsi von Soldaten und Interahamwe getötet.
- 1996: Die Politikerin und frühere Ministerin Mona Sahlin verzichtet als Folge der Toblerone-Affäre auf ihr Mandat im schwedischen Reichstag.
- 2001: In Kasachstan tritt unter Präsident Nursultan Nasarbajew ein neues restriktives Pressegesetz in Kraft, das die Kontrolle ausländischer Fernsehprogramme und des Internets erlaubt.
- 2003: Der palästinensische Terrorist Abu Abbas wird von US-Soldaten im Irak gefangen genommen. Er war seit 1985 als in Italien verurteilter Drahtzieher der Entführung der Achille Lauro gesucht worden.
- 2019: Bei einem Großbrand brennt der Dachstuhl der Kathedrale Notre-Dame de Paris komplett aus und ihr Vierungsturm stürzt ein.
- 2024: In New York City beginnt mit der Geschworenenauswahl die Hauptverhandlung in einem Strafverfahren gegen Donald Trump, dem ersten Strafprozess gegen einen ehemaligen Präsidenten der Vereinigten Staaten.

### Wirtschaft

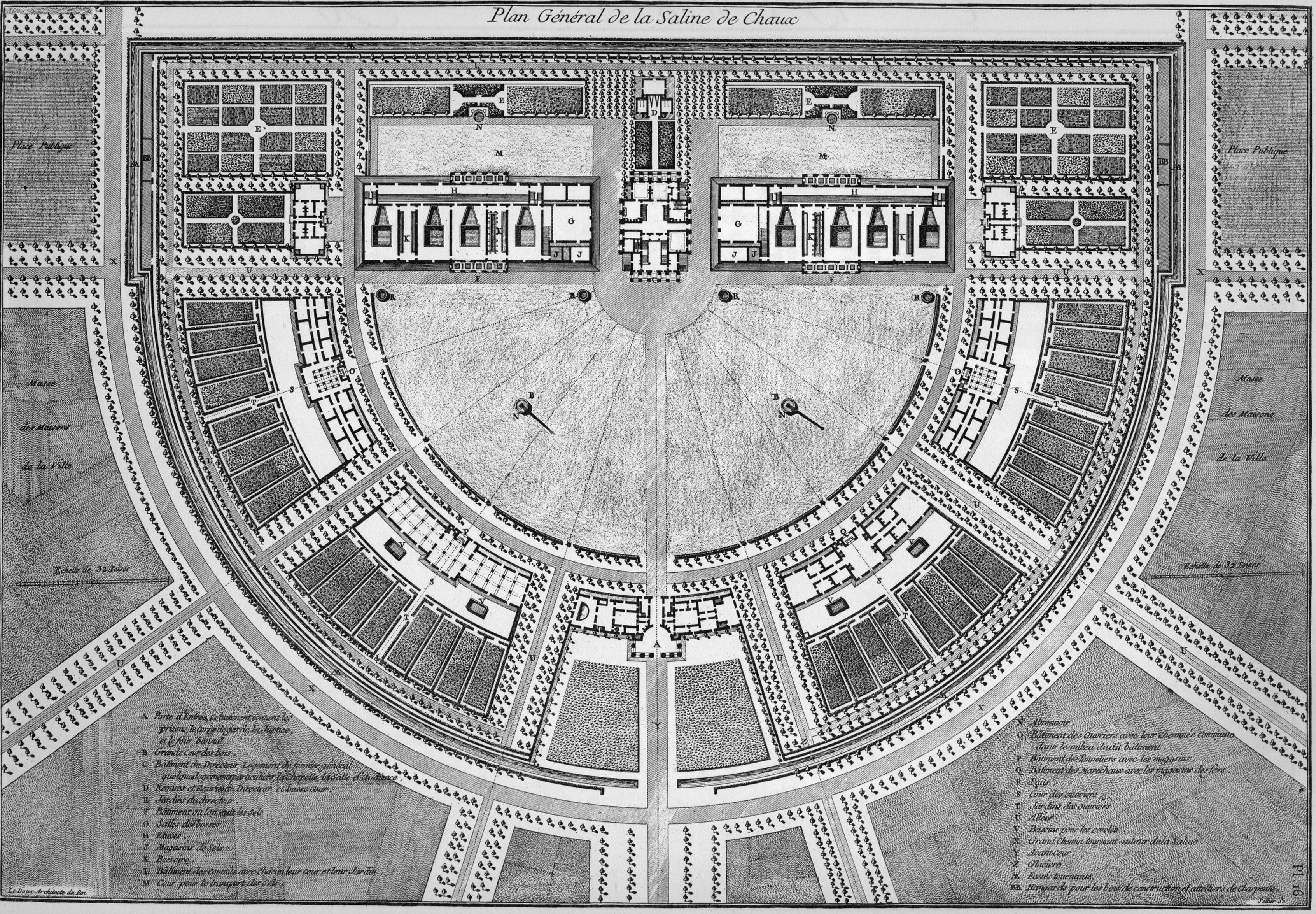
1775: Originalplan der Saline in Arc-et-Senans

- 1775: In Arc-et-Senans wird der Grundstein für die vom Architekten Claude-Nicolas Ledoux im Auftrag von König Louis XVI. geplante königliche Saline gelegt. Es handelt sich um eines der bedeutendsten realisierten Bauprojekte der so genannten Revolutionsarchitektur.

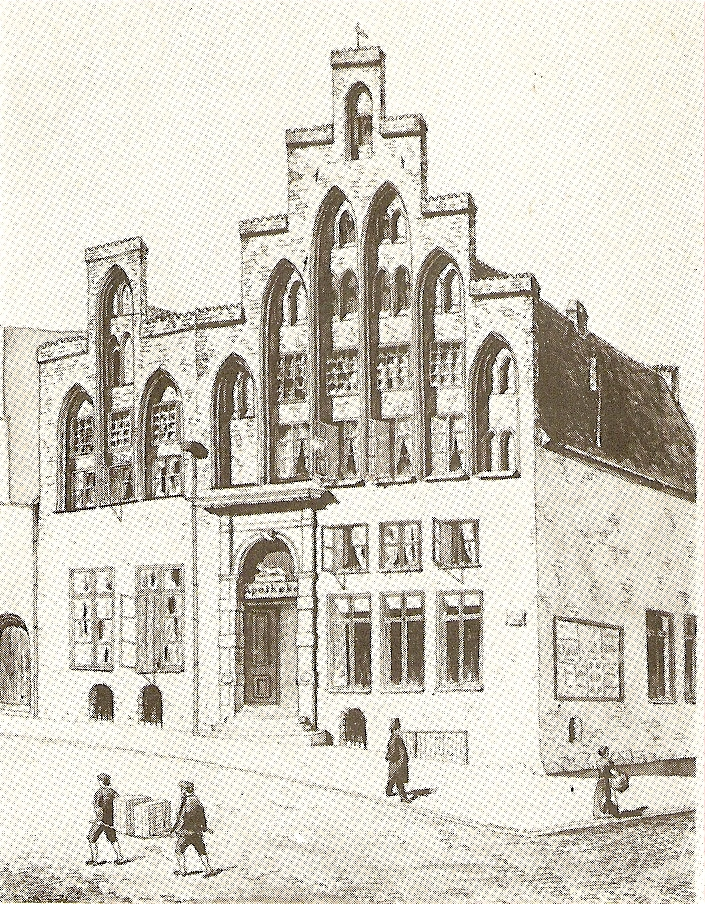
1812: Löwenapotheke

- 1812: Nachdem die französische Besatzungszeit die Gewerbefreiheit in der Hansestadt Lübeck gebracht hat, zeigt der ehemalige Ratsapotheker Adolph Christoph Sager die Gründung der privaten Löwenapotheke in der Johannisstraße 5 an.
- 1892: Die beiden Konkurrenzbetriebe Edison General Electric Company und Thomson-Houston Company werden zur General Electric Company mit Sitz in Schenectady, New York, fusioniert.
- 1994: Im marokkanischen Marrakesch wird die Vereinbarung zur Gründung der Welthandelsorganisation (WTO) unterzeichnet. Ziel der Organisation ist der Abbau von Handelshemmnissen und somit die Liberalisierung des internationalen Handels mit dem weiterführenden Ziel des internationalen Freihandels. Sie nimmt ihre Tätigkeit am 1. Januar 1995 auf.

### Wissenschaft und Technik
- 0136 v. Chr.: Über Babylon ereignet sich eine totale Sonnenfinsternis. Die genauen Aufzeichnungen hierüber gestatten es den Astronomen, die seitdem eingetretene Verlangsamung der Erdrotation zu berechnen.

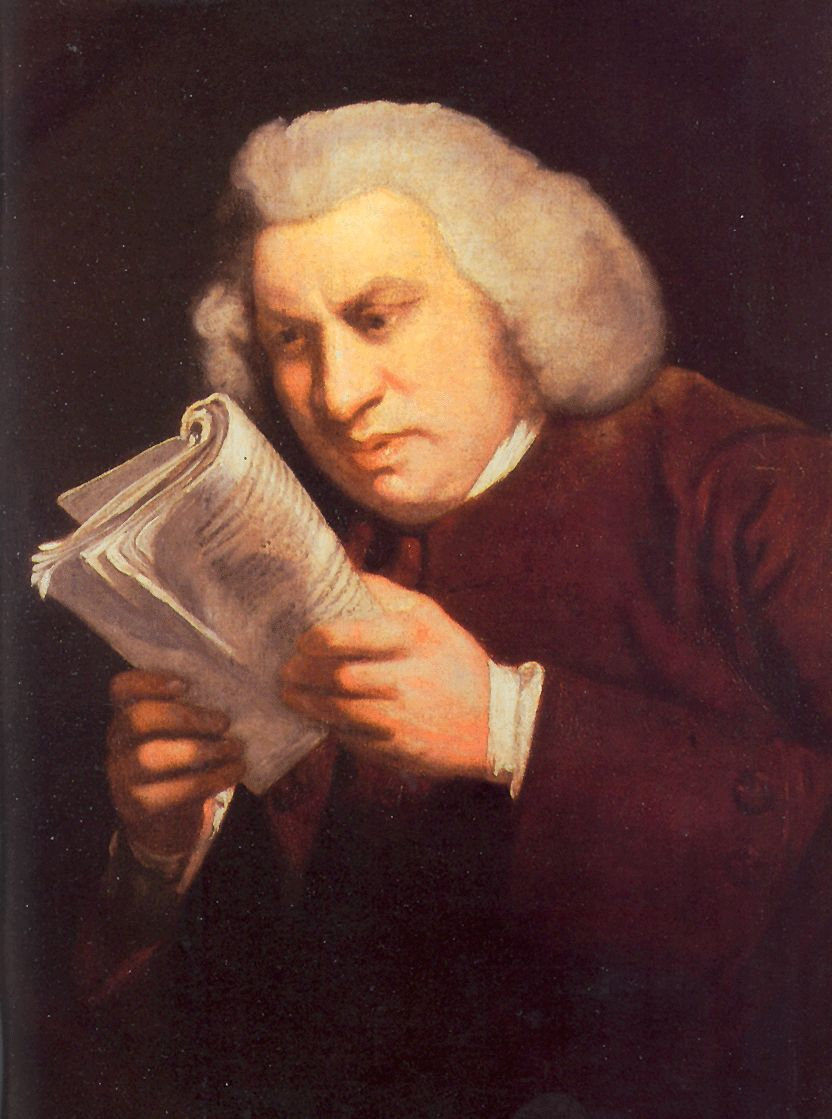
1755: Samuel Johnson

- 1755: Nach neunjähriger Arbeitszeit veröffentlicht Samuel Johnson sein Wörterbuch Dictionary of the English Language. Es gilt bis heute als eines der einflussreichsten Wörterbücher in der Geschichte der englischen Sprache.

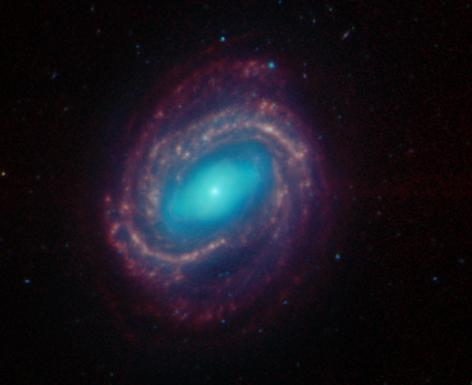
1779: Messier 58

- 1779: Der französische Astronom Charles Messier entdeckt im Sternbild Jungfrau eine Spiralgalaxie, die er in seinem Verzeichnis als Nummer 58 aufnimmt.
- 1784: Der deutsch-britische Astronom Wilhelm Herschel findet bei Himmelsbeobachtungen im Sternbild Jungfrau neben der zum Virgo-Galaxienhaufen gehörenden linsenförmigen Galaxie NGC 4417 die Objekte NGC 3833 und NGC 5506 sowie im Sternbild Bärenhüter die Galaxie NGC 5248.
- 1817: In Hartford (Connecticut) gründen Thomas Hopkins Gallaudet und Laurent Clerc die erste Gehörlosenschule Amerikas, das Connecticut Asylum for the Education and Instruction of Deaf and Dumb Persons.
- 1866: In Tanis findet der preußische Ägyptologe Richard Lepsius auf einer Kalksteinstele das Kanopus-Dekret einer ägyptischen Priestersynode. Die Stele mit einer Kalenderregelung wurde im Jahr 237 v. Chr. aufgestellt und überdauerte die Zeiten unter Ruinenschutt.

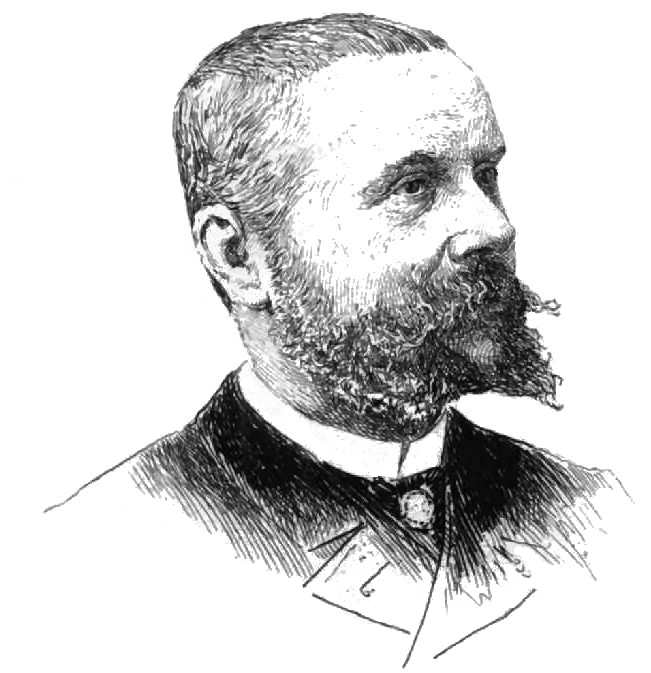
1875: Gaston Tissandier

- 1875: Bei einer Ballonfahrt zum Zwecke spektroskopischer Untersuchungen sterben die Franzosen Joseph Crocé-Spinelli und Théodore Sivel in einer Höhe von etwa 8.000 Metern an Sauerstoffmangel. Der dritte Teilnehmer, Gaston Tissandier, überlebt und kann landen, ist aber fortan gehörlos.
- 1928: Der australische Polarforscher Hubert Wilkins startet mit dem Piloten Carl Ben Eielson zu einem Transarktisflug. Im alaskischen Point Barrow hebt die Maschine mit dem Ziel Spitzbergen ab.
- 1928: Umberto Nobiles halbstarres Luftschiff Italia startet von Mailand, Italien, aus seine Nordpolexpedition Richtung Spitzbergen. Sein Absturz am 25. Mai führt zu einer der umfangreichsten Rettungsaktionen in der Geschichte der Nordpolexpeditionen.

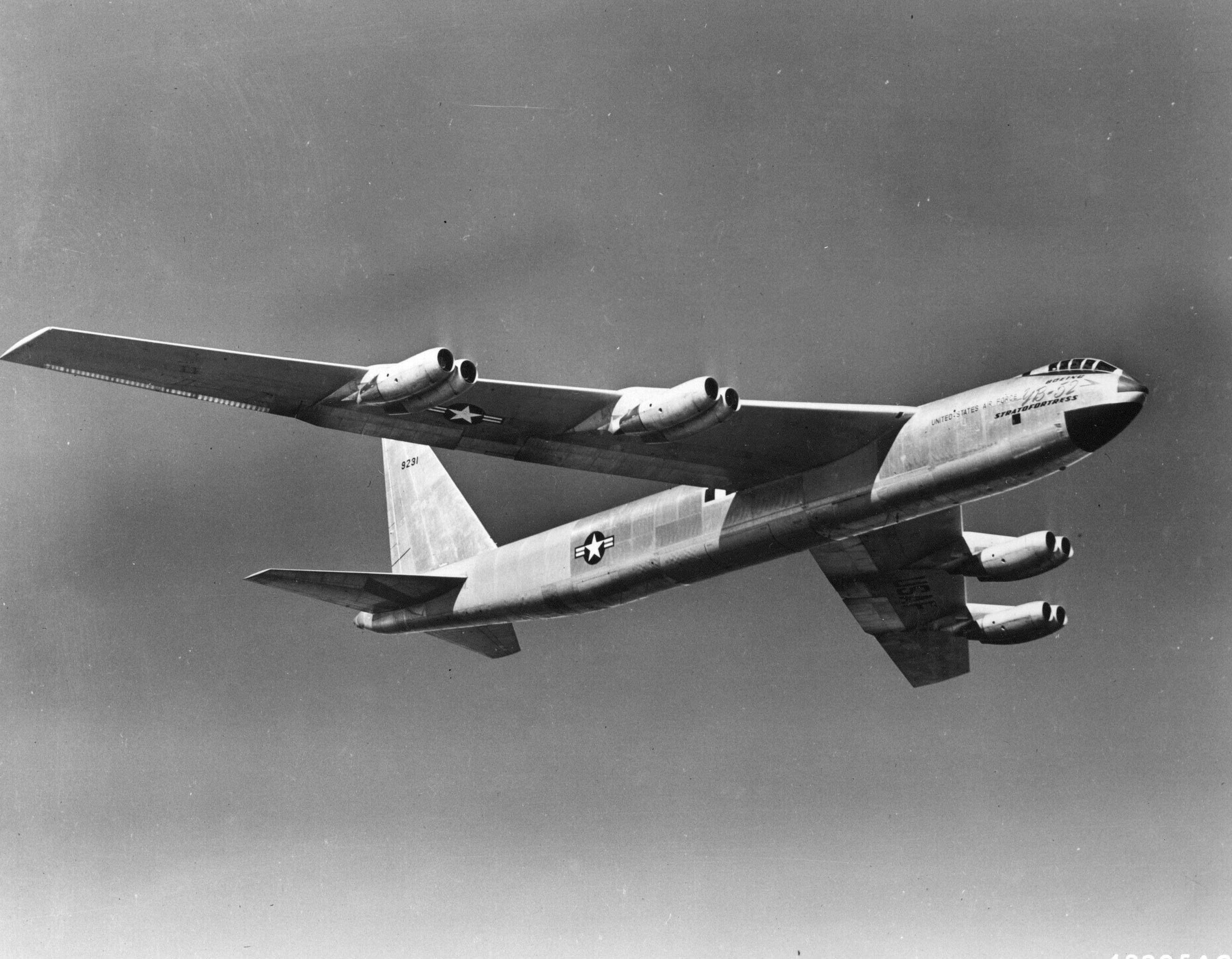
1952: Prototyp YB-52 im Flug

- 1952: Der US-amerikanische Langstreckenbomber Boeing B-52 Stratofortress absolviert seinen Erstflug.
- 2016: In Antwerpen nimmt die größte Schleuse der Welt, die Kieldrechtschleuse, ihren Betrieb auf.

### Kultur
- 1582: Die im Auftrag von König Friedrich II. von Dänemark und Norwegen zum Schloss erweiterte Festung Kronborg auf der dänischen Insel Seeland wird eingeweiht. Die Bauarbeiten dauern danach allerdings noch weitere drei Jahre.
- 1738: Die Oper Serse von Georg Friedrich Händel, HWV 40, wird im Londoner Kings’ Theatre uraufgeführt. Die Titelrolle singt der berühmte Kastrat Caffarelli, der von der Rolle jedoch nicht begeistert ist. Das Stück wird schon nach fünf Aufführungen abgesetzt und danach fast 200 Jahre nicht mehr gespielt.

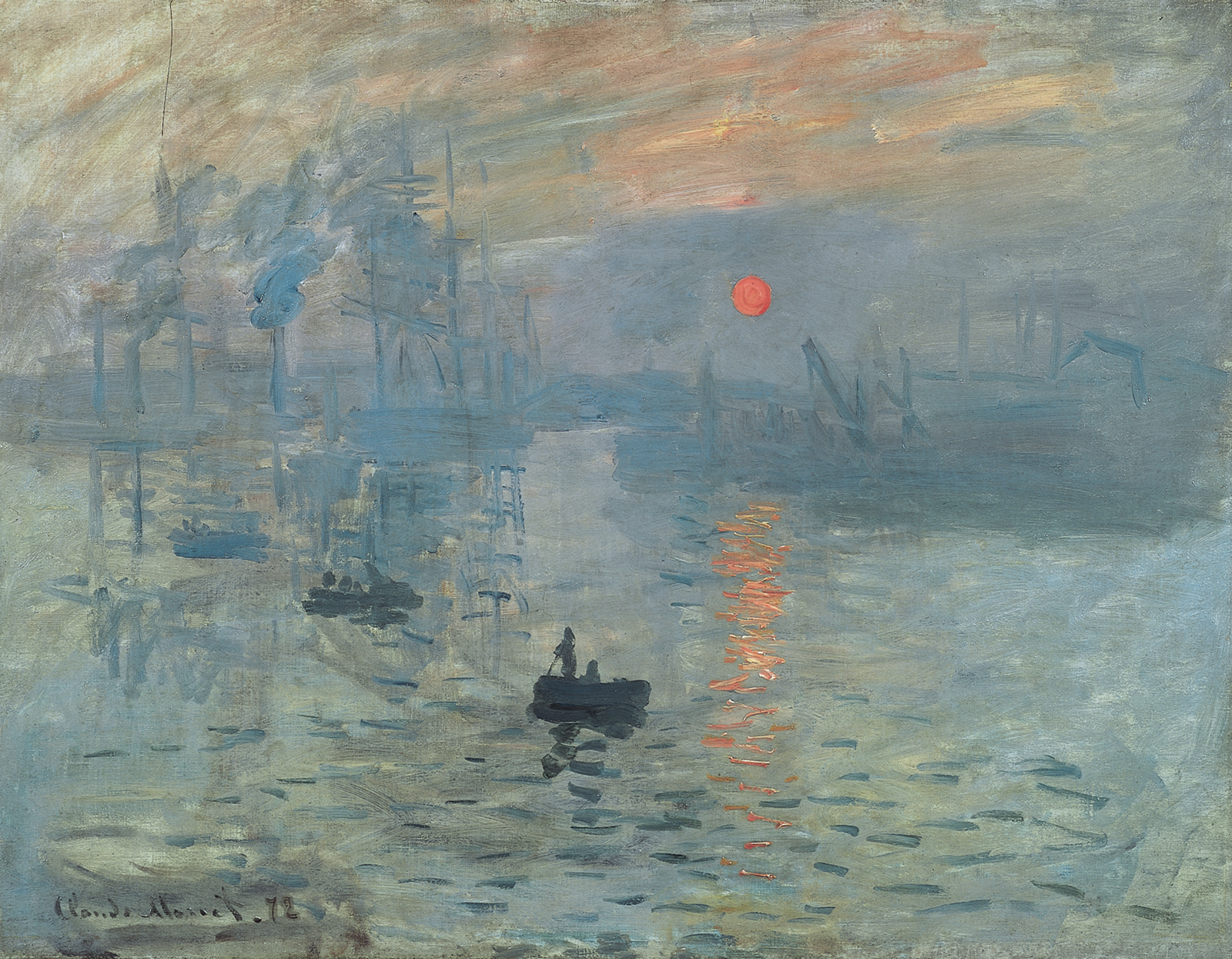
1874: Claude Monets Impression, soleil levant

- 1874: In Paris stellen im Atelier des Fotografen Nadar dreißig Maler ihre Werke aus. Darunter befindet sich auch Claude Monets Bild „Impression, soleil levant“ (Impression, Sonnenaufgang). Die davon inspirierte Artikelüberschrift L'exposition des Impressionnistes gibt der neuen Kunstrichtung Impressionismus ihren Namen.
- 1907: Die veristische Oper Gloria von Francesco Cilea wird am Teatro alla Scala in Mailand uraufgeführt.
- 1921: Die Operette Der Vetter aus Dingsda, das erfolgreichste Stück des Komponisten Eduard Künneke, wird in Berlin uraufgeführt. Das Libretto stammt von Herman Haller und Fritz Oliven.
- 1928: Die Oper Frühlings Erwachen von Max Ettinger nach dem gleichnamigen Stück von Frank Wedekind wird in Leipzig uraufgeführt.
- 1942: Das Singspiel Dornröschen oder Die drei Urewigen von Cesar Bresgen mit dem Libretto von Otto Reuther wird in Straßburg uraufgeführt.
- 1972: Das Che Guevara gewidmete Oratorium Das Floß der Medusa von Hans Werner Henze wird in Nürnberg szenisch uraufgeführt, nachdem die Uraufführung vier Jahre zuvor in Hamburg geplatzt ist.

### Gesellschaft
- 1920: Zwei mit Handfeuerwaffen bewaffnete Männer erschießen in South Braintree, Massachusetts, zwei Angestellte der Slater & Morrill Shoe Company. Die Täter erbeuten 15.776,51 Dollar Lohngeld. Wenig später werden Ferdinando „Nicola“ Sacco und Bartolomeo Vanzetti wegen dieser Tat verhaftet.
- 1951: In Imst in Tirol eröffnet Hermann Gmeiner das erste SOS-Kinderdorf. Das erste Haus erhält den Namen Haus Frieden.
- 1958: In Stuttgart ereignet sich mit der Entführung von Joachim Göhner das erste Kidnapping in der Bundesrepublik Deutschland. Der Täter erdrosselt den Siebenjährigen, fordert jedoch vom Vater Lösegeld.
- 2003: Ein Gericht in Amsterdam verurteilt den Mörder des niederländischen Rechtspopulisten Pim Fortuyn zu 18 Jahren Haft.
- 2013: Beim Anschlag auf den Boston-Marathon werden drei Menschen getötet und 264 weitere verletzt.

### Religion
- 1949: Papst Pius XII. plädiert in der Enzyklika Redemptoris nostri cruciatus für die Internationalisierung Jerusalems auf der Basis des UN-Teilungsplans, das Rückkehrrecht der Flüchtlinge und den Schutz der Heiligen Orte und Stätten in Palästina.
- 1979: In der apostolischen Konstitution Sapientia Christiana erlässt Papst Johannes Paul II. eine die kirchlichen Universitäten und Fakultäten betreffende Ordnung.

### Katastrophen

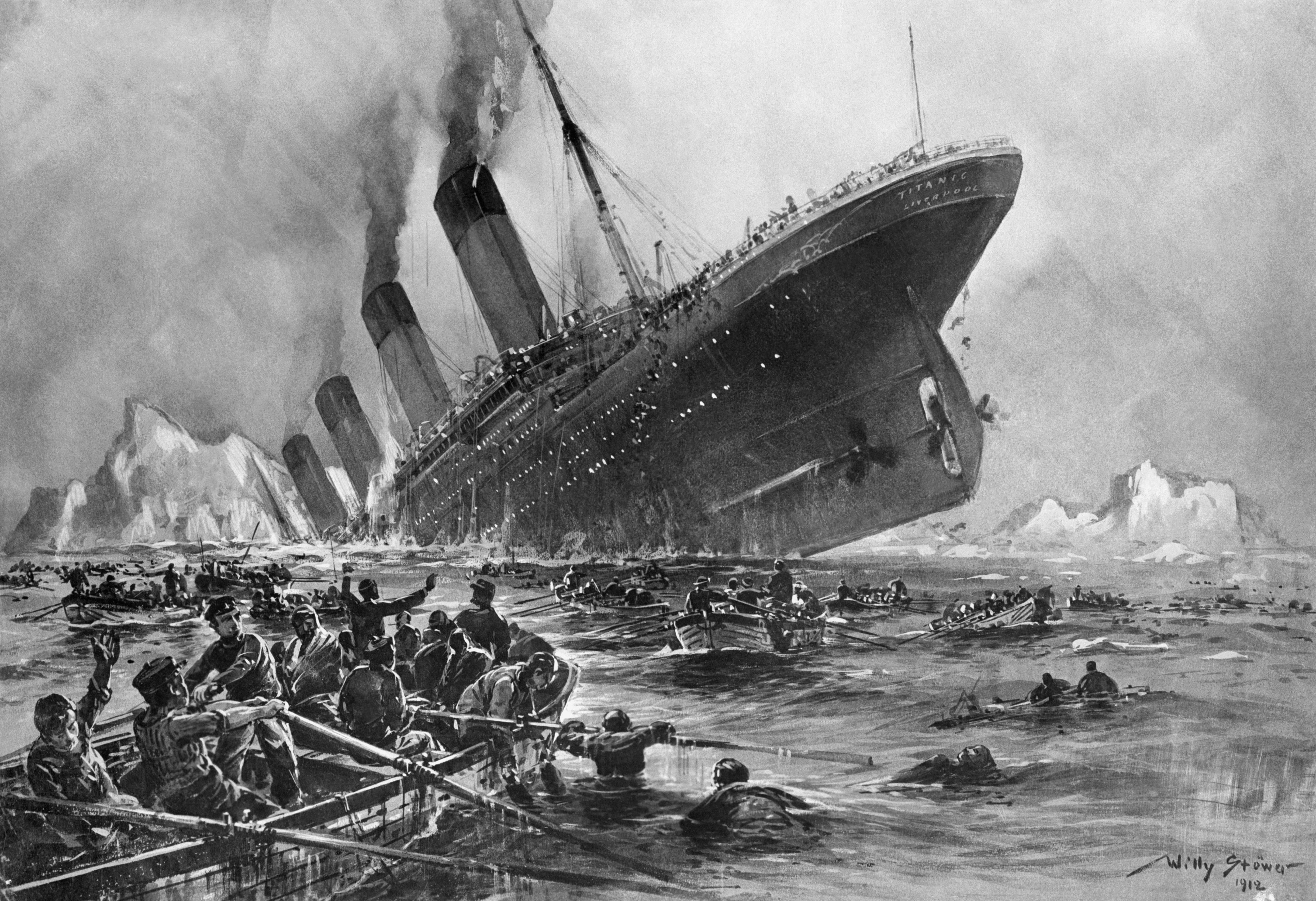
1912: Untergang der Titanic

- 1912: Der Transatlantikliner Titanic versinkt nach seiner Kollision mit einem Eisberg um 2:20 Uhr im Atlantik. Zwischen 1490 und 1517 Menschen sterben. Die Carpathia, die als erste beim Unglücksort eintrifft, findet nur noch Rettungsboote vor.
- 1917: Der zum Truppentransporter umgewandelte ehemalige Ozeandampfer Cameronia wird östlich von Malta von dem deutschen U-Boot U 33 versenkt. 210 Menschen sterben.
- 1979: Erdbeben in Montenegro, Jugoslawien, mit starken Schäden in der Republik, so die Altstadt von Kotor, und in Nordalbanien.

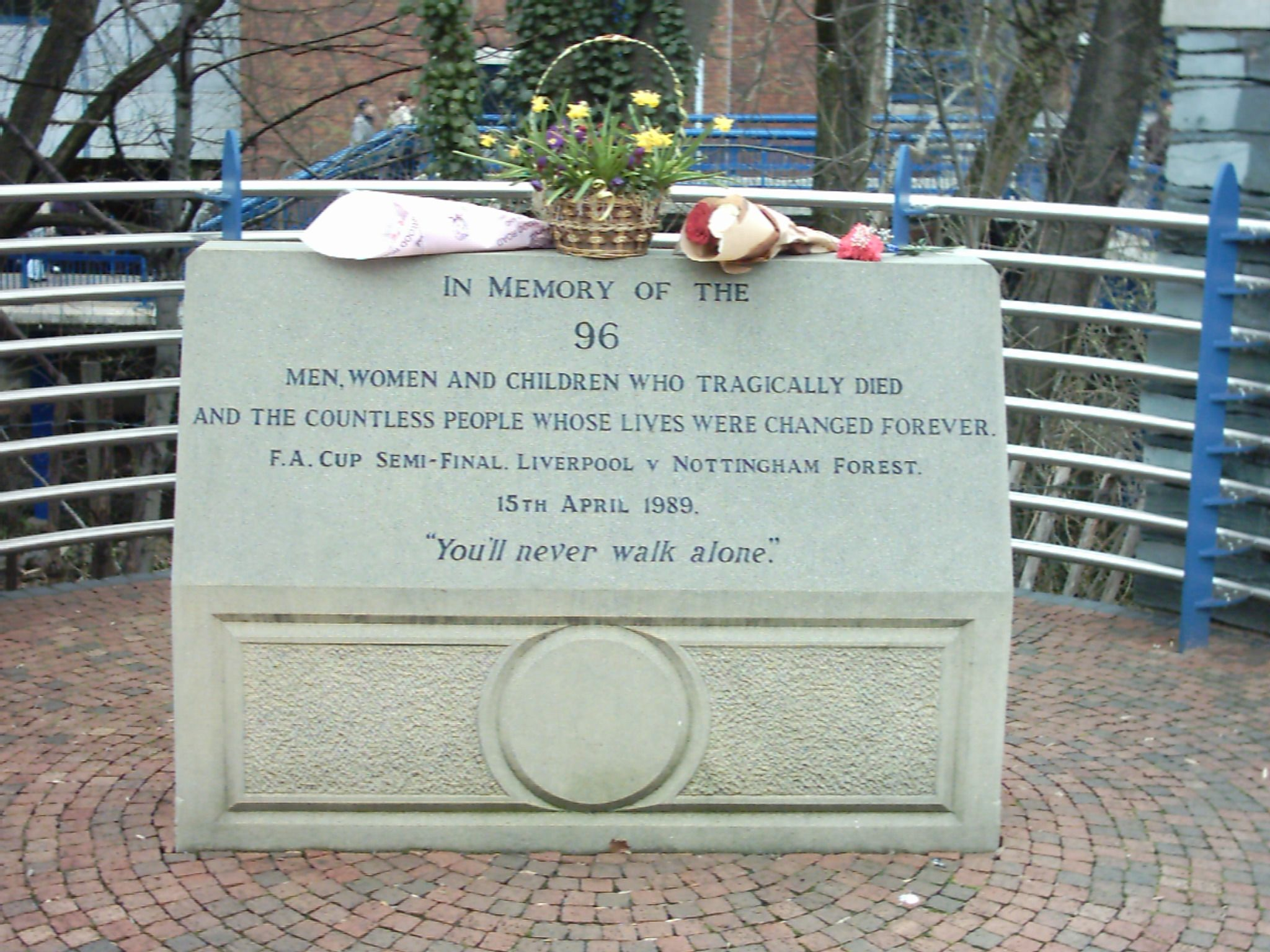
1989: Denkmal an die Hillsborough-Katastrophe

- 1989: Bei der Hillsborough-Katastrophe im Hillsborough-Stadion im nordenglischen Sheffield werden beim FA-Cup-Spiel Nottingham Forest gegen FC Liverpool viele Liverpool-Fans auf einer überfüllten Tribüne zusammengepresst. 96 Menschen verlieren ihr Leben, 730 werden verletzt.
- 1997: Auf einem Zeltplatz für muslimische Pilger in Mekka bricht ein Feuer aus und tötet 343 Menschen, rund 1500 werden verletzt.
- 2002: Eine Boeing 767 der Air China, aus Peking kommend, stürzt beim letzten Landeanflugversuch auf Busan, Südkorea, in ein Waldgebiet. 128 der 166 Menschen an Bord kommen ums Leben.

Kleinere Unglücksfälle sind in den Unterartikeln von Katastrophe und in der Liste von Katastrophen aufgeführt.

### Sport
- 1888: Ein paar Freunde gründen im Berliner Vorort Tempelhof den Fußballverein BFC Germania 1888. Es handelt sich heute um den ältesten noch existierenden Fußballverein Deutschlands.

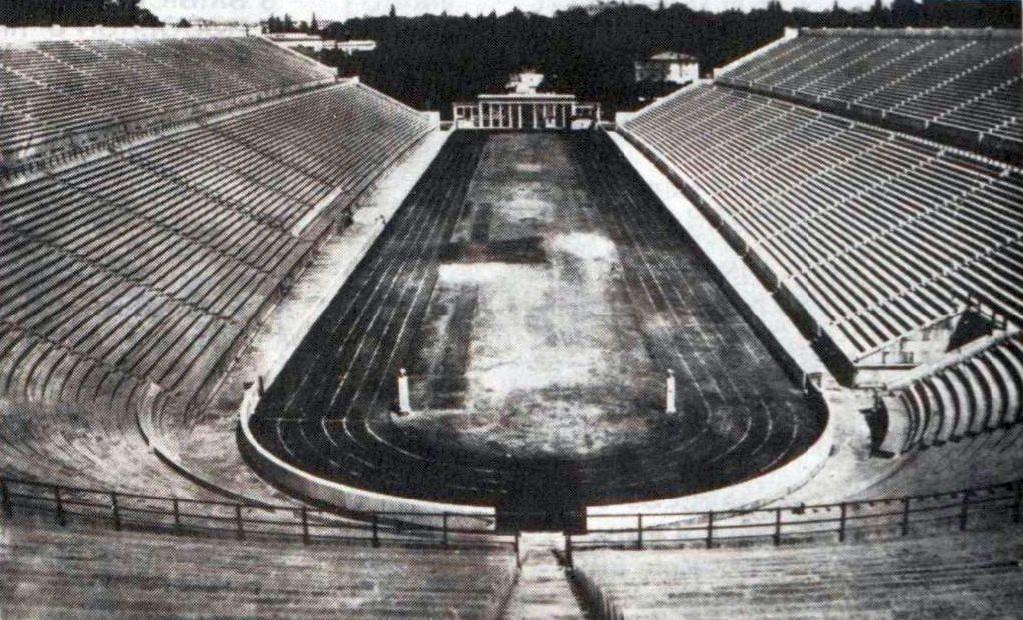
1896: Panathinaiko-Stadion

- 1896: Mit der Schlussfeier im Panathinaiko-Stadion in Athen enden die ersten Olympischen Spiele der Neuzeit. Der Brite George Stuart Robertson trägt eine selbstverfasste klassische Ode vor, von der König Georg so begeistert ist, dass er den Athleten spontan mit einem Lorbeerzweig ehrt. Anschließend erfolgt die Ehrung der Olympiasieger. Herausragendste Sportler sind die Deutschen Carl Schuhmann, Hermann Weingärtner und Fritz Hofmann. Erfolgreichste Länder sind die USA und Griechenland.
- 1947: Jackie Robinson läuft als erster schwarzer Baseballspieler mit den Brooklyn Dodgers im Ebbets Field auf, um sein Debüt im Major League Baseball zu geben. Innerhalb eines Jahres ist der bis dahin getrennte Negro League Baseball Geschichte.

## Geboren

### Vor dem 18. Jahrhundert
- 1282: Friedrich IV., Herzog von Lothringen
- 1340: Angelo Acciaioli, italienischer Bischof und Kardinal der katholischen Kirche
- 1452: Leonardo da Vinci, italienischer Universalgelehrter
- 1469: Nanak Dev, indischer Heiliger und Religionsstifter des Sikhismus
- 1523: Blaise de Vigenère, französischer Diplomat und Kryptograf
- 1525: Tilemann Stella, deutscher Bibliothekar, Mathematiker, Geometer, Kartograf und Astronom
- 1545: Karl II., Herzog von Münsterberg und Oels
- 1546: Christoph Ulrich von Pappenheim, deutscher Militär
- 1554: Simon VI., Graf zur Lippe
- 1563: Johann Hartmann Beyer, deutscher Arzt, Mathematiker und Ratsherr
- 1563: Arjan Dev, Guru der Sikhs
- 1567: Johann Ludwig I., Graf von Nassau-Wiesbaden-Idstein
- 1584: Gebhard XXIII. von Alvensleben, Amtshauptmann von Beeskow, Storkow, Cottbus und Peitz
- 1584: Henning Cramer von Clausbruch, Handelsherr, Diplomat und Bürgermeister der freien Reichstadt Goslar

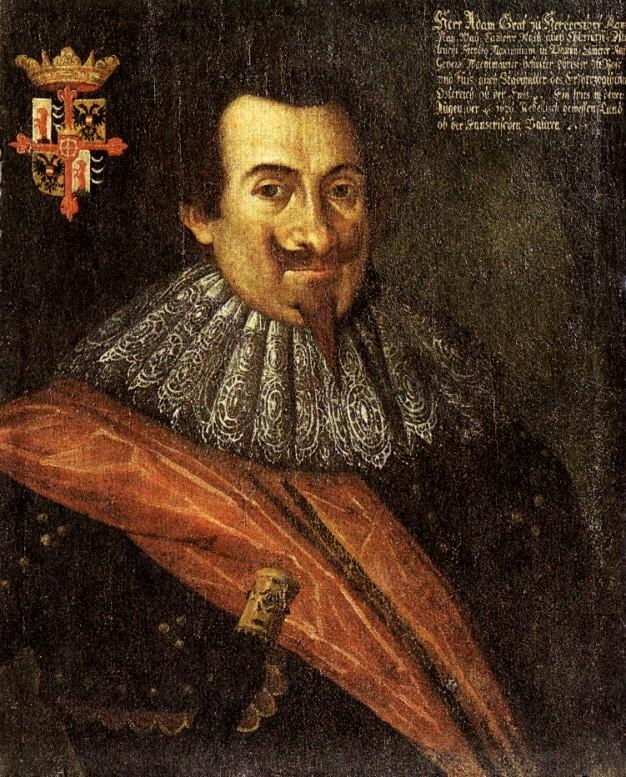
Adam von Herberstorffs (* 1585)

- 1585: Adam von Herberstorff, bayerischer Statthalter von Oberösterreich
- 1588: Claudius Salmasius, französischer Altphilologe und Universalgelehrter
- 1594: Georg von Frantzke, deutscher Jurist und Hofbeamter
- 1620: Christoph Schelhammer, deutscher Mediziner
- 1624: Andrés Lorente spanischer Musiktheoretiker, Organist und Komponist
- 1642: Süleyman II., Sultan des Osmanischen Reiches
- 1646: Christian V., König von Dänemark und Norwegen
- 1659: Adam Ludwig Lewenhaupt, schwedischer General
- 1662: Fernando de Alencastre Noroña y Silva, spanischer Offizier, Kolonialverwalter und Vizekönig von Neuspanien
- 1682: Jan van Huysum, niederländischer Maler
- 1684: Katharina I., Zarin von Russland
- 1688: Johann Friedrich Fasch, deutscher Barockmusiker und Komponist
- 1689: Richard Ward, Gouverneur der Colony of Rhode Islands and Providence Plantations
- 1695: Hermann Werner von Bossart, Priester, Diplomat und Domherr in Köln

### 18. Jahrhundert
- 1703: Luisa Bergalli, venezianische Dichterin und Librettistin
- 1707: Claude-Louis, comte de Saint-Germain, französischer Kriegsminister und Marschall von Frankreich

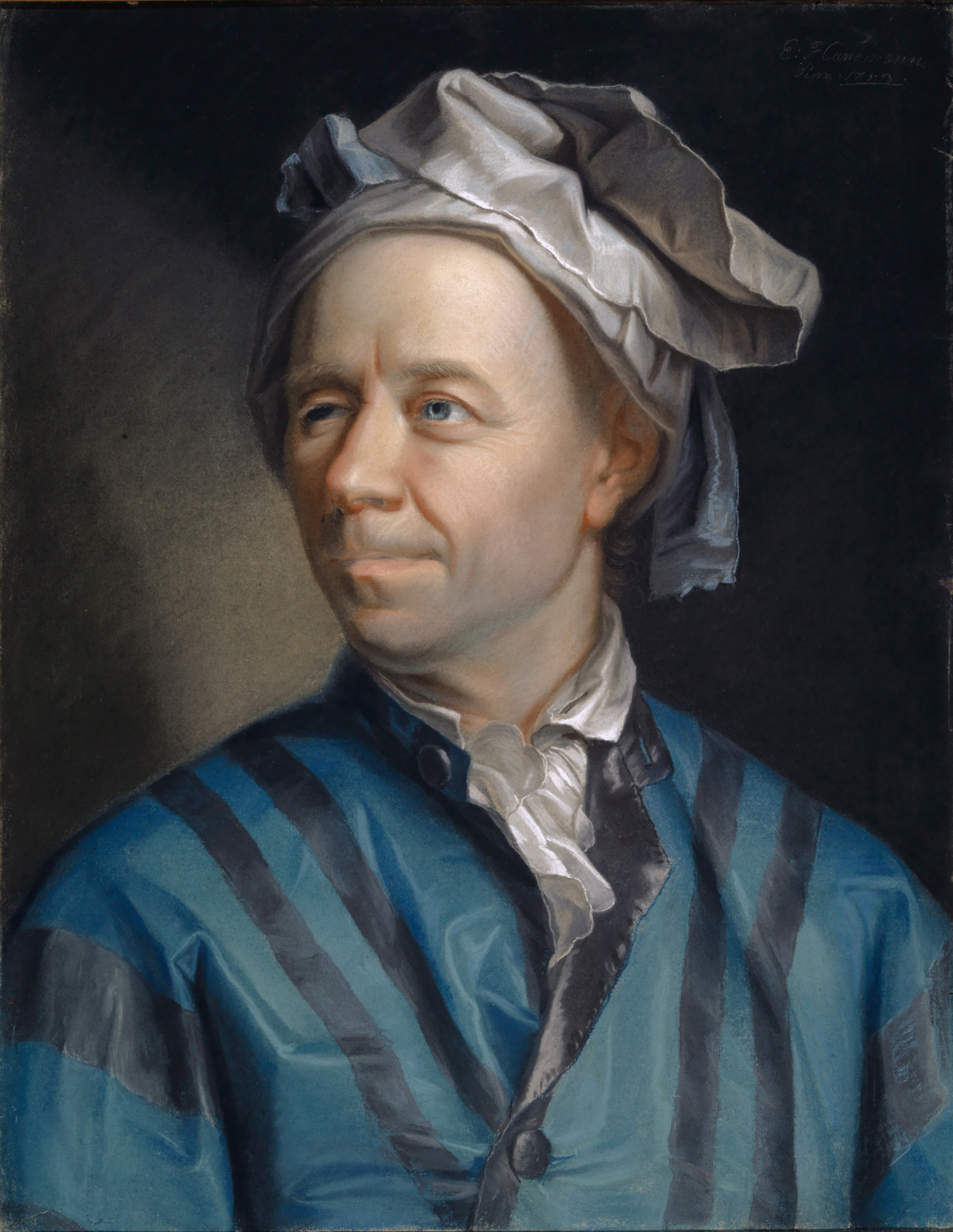
Leonhard Euler (* 1707)

- 1707: Leonhard Euler, Schweizer Mathematiker
- 1710: Marie Camargo, französische Tänzerin
- 1710: William Cullen, schottischer Mediziner und Chemiker
- 1711: Stefano Evodio Assemani, arabischer Orientalist
- 1712: Emmanuel Thumbé, Schweizer römisch-katholischer Geistlicher
- 1714: Claude Yvon, französischer Theologe und Enzyklopädist
- 1715: Adam Gottlob Casparini, deutscher Orgelbauer
- 1723: Franz Balthasar Schönberg von Brenkenhoff, preußischer Staatswirt
- 1724: Friedrich IV., Landgraf von Hessen-Homburg
- 1728: Giovanni Alessandro Brambilla, italienischer Arzt und Militärchirurg
- 1730: Felice Fontana, italienischer Naturwissenschaftler
- 1733: Johann Heinrich Zang, deutscher Barockkomponist
- 1734: Adrian Zingg, Schweizer Maler, Radierer, Zeichner und Kupferstecher
- 1741: Charles Willson Peale, US-amerikanischer Porträt- und Landschaftsmaler
- 1751: Friedrich August Wiedeburg, deutscher Pädagoge und Philologe
- 1755: Johann Georg Feldhann, deutscher Schulleiter und Philologe
- 1756: Johann Eberhard Walcker, deutscher Orgelbauer
- 1759: Johanna Catharina Höhn, deutsche Magd und Kindsmörderin
- 1759: Carl Leberecht Meßow, deutscher evangelischer Geistlicher
- 1765: Gottlieb Wilhelm Christian von Platen, preußischer Generalmajor
- 1766: Friedrich Ludewig Bouterweck, deutscher Philosoph und Schriftsteller
- 1767: Ludwig Wachler, deutscher Literaturhistoriker
- 1770: Nina d’Aubigny von Engelbrunner, deutsche Schriftstellerin, Sängerin und Musikpädagogin
- 1771: Karl Philipp zu Schwarzenberg, österreichischer General
- 1772: Étienne Geoffroy Saint-Hilaire, französischer Zoologe
- 1781: Christian Schreiber, deutscher Theologe, Philologe, Philosoph, Dichter und Erziehungswissenschaftler
- 1792: Anastasio Mártir Aquino San Carlos, indianischer Fürst
- 1793: Friedrich Georg Wilhelm Struve, deutscher Astronom
- 1798: Ludwig Hofacker, evangelischer Theologe
- 1799: Franz Georg Stammann, deutscher Architekt
- 1800: James Clark Ross, britischer Entdecker und Seefahrer

### 19. Jahrhundert

#### 1801–1850
- 1801: Fritz Tillisch, dänischer Jurist, Gutsherr und Minister
- 1806: Émile Souvestre, französischer Roman- und Bühnendichter
- 1809: Auguste Agassiz, Schweizer Uhrmacher und Unternehmer
- 1809: Ernst Deger, deutscher Maler

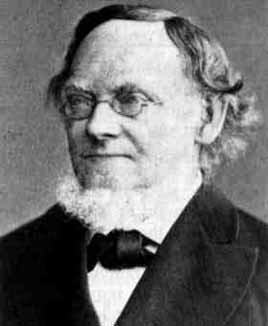
Hermann Graßmann (* 1809)

- 1809: Hermann Graßmann, deutscher Mathematiker
- 1810: Karl Georg Winkelblech, deutscher Nationalökonom
- 1812: Théodore Rousseau, französischer Maler
- 1813: Theodor Kotschy, österreichischer Botaniker

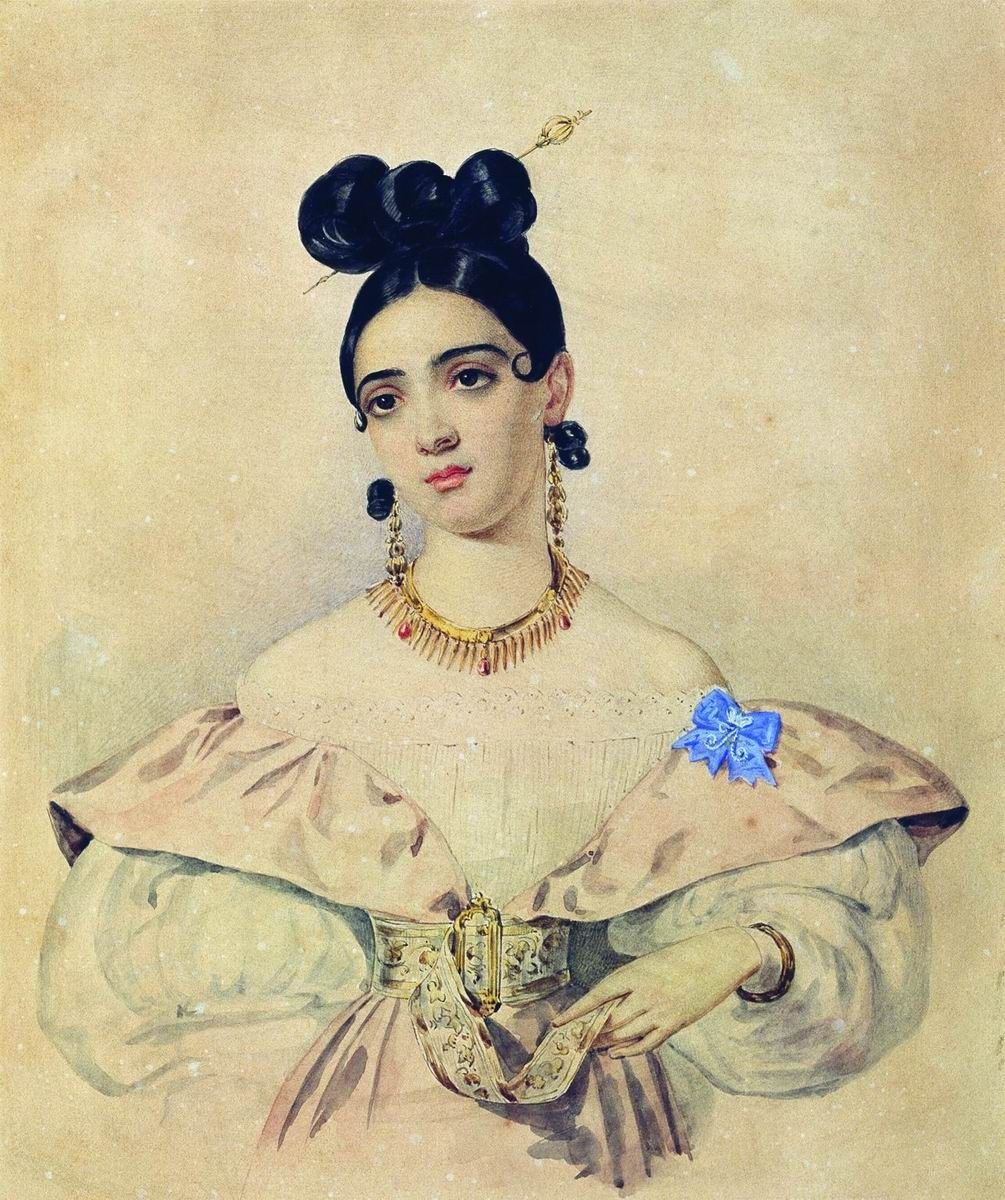
Anna Dawydowna Abamelek (* 1814)

- 1814: Anna Dawydowna Abamelek, russische Hofdame und Übersetzerin
- 1814: Karl Goedeke, deutscher Literaturhistoriker
- 1814: John Lothrop Motley, US-amerikanischer Diplomat und Geschichtsschreiber
- 1814: Adalbert Schnizlein, deutscher Botaniker
- 1815: Luise Fröbel, deutsche Kindergärtnerin
- 1816: Franz Anton Real, Schweizer Jurist und Politiker
- 1819: Arthur Dölitzsch, deutscher Jurist und Politiker
- 1820: Armand Barthet, französischer Dichter
- 1821: Joseph E. Brown, US-amerikanischer Politiker
- 1828: Johanna Mestorf, Archäologin, erste Museumsdirektorin in Deutschland
- 1829: Harry Bock von Wülfingen, deutscher Maschinenbauingenieur
- 1832: Herbert Vaughan, britischer Geistlicher, Erzbischof von Westminster, Ordensgründer, Kardinal
- 1834: Herrmann Bachstein, deutscher Eisenbahnpionier
- 1834: Thomas François Burgers, Präsident der Südafrikanischen Republik
- 1834: Eugen Lucius, deutscher Chemiker, Industrieller und Mäzen

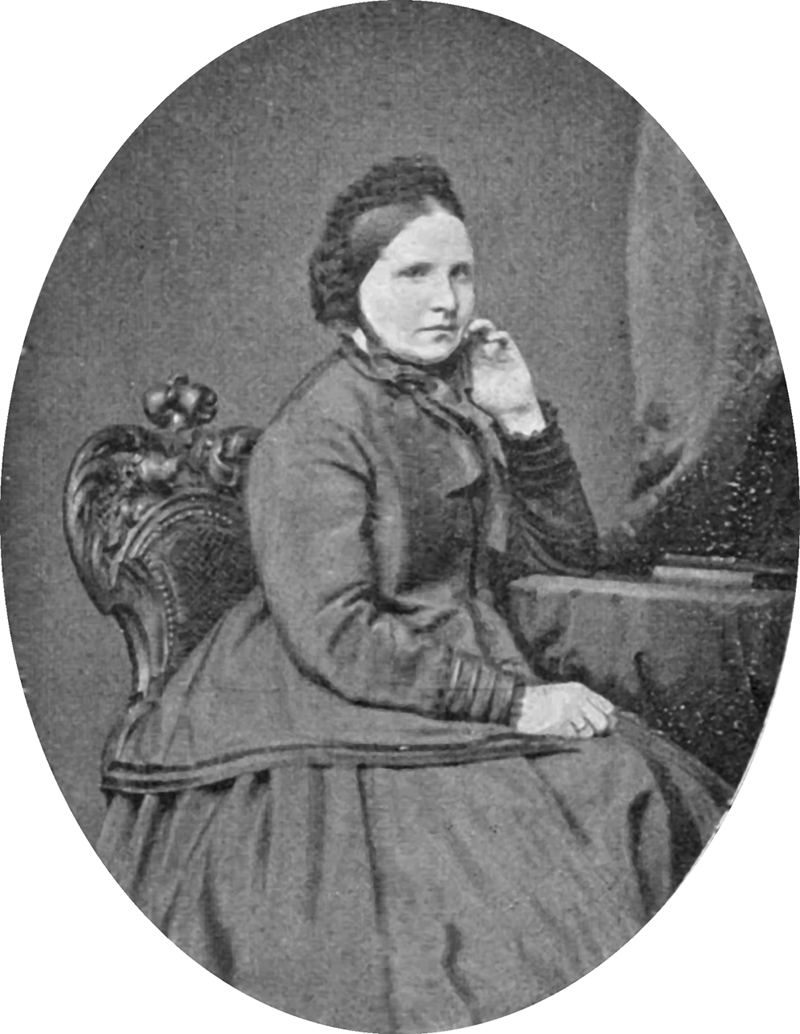
Ida von Bodelschwingh (* 1835)

- 1835: Ida von Bodelschwingh, Cousine und Ehefrau von Friedrich von Bodelschwingh, beteiligt am Aufbau der Bodelschwinghschen Anstalten Bethel
- 1836: George Engel, deutscher Anarchist
- 1841: Henry Harrison Aplin, US-amerikanischer Politiker

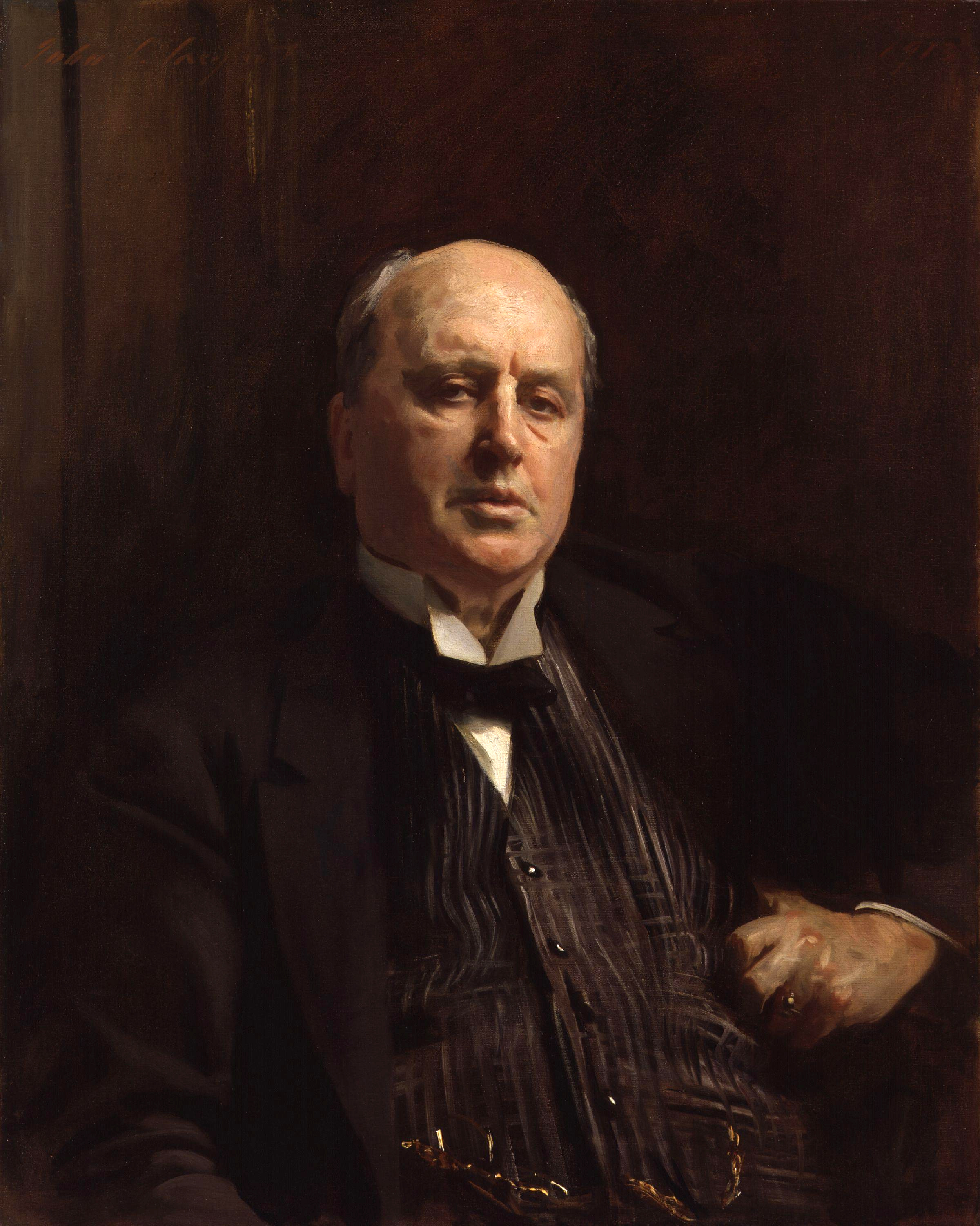
Henry James (* 1843)

- 1843: Henry James, US-amerikanischer Schriftsteller
- 1843: Franz Schwackhöfer, österreichischer Chemiker, Professor und Hochschuldirektor

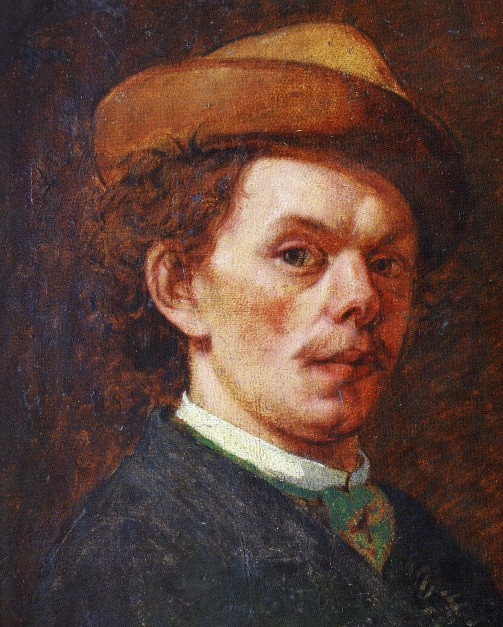
Teofil Kopystynskyj (* 1844)

- 1844: Teofil Kopystynskyj, ukrainischer Maler, Porträtist und Restaurator
- 1845: Moritz Erdmann, deutscher Maler der Münchener Schule
- 1845: Fanny Kelly, US-amerikanische Pioniersfrau und Autorin
- 1848: Richard Kissling, Schweizer Bildhauer

#### 1851–1900
- 1852: Josef Freinademetz, österreichischer katholischer Ordensmann, Chinamissionar und Heiliger
- 1855: Jakob Minor, österreichischer Literaturwissenschaftler
- 1856: Jean Moréas, französisch-griechischer Dichter
- 1858: Lina Bögli, Schweizer Reiseschriftstellerin
- 1863ː Elisabeth Vilma Lwoff-Parlaghy, ungarische Malerin
- 1863: Theodor von Soden, württembergischer Oberamtmann
- 1864: James Teit, britisch-kanadischer Ethnologe, Fotograf und Fremdenführer
- 1865: Olga Boznańska, polnische Malerin
- 1866: Robert Livingston Beeckman, US-amerikanischer Politiker
- 1867: Max Sannemann, deutscher Komponist und Musikpädagoge
- 1868: Franz von Borries, deutscher Regierungsbeamter
- 1868: Francisco Braga, brasilianischer Komponist
- 1869: Maria Elisabeth Pembaur, deutsche Pianistin
- 1870: Mina Benson Hubbard, kanadische Forschungsreisende
- 1871: Jonathan Zenneck, deutscher Physiker und Funkpionier
- 1873: Juliette Atkinson, US-amerikanische Tennisspielerin
- 1873: Franz Nachbaur, deutscher Schauspieler, Regisseur und Intendant
- 1874: Heinrich Langwost, deutscher Politiker, MdL, MdR
- 1874: Karl Ernst Osthaus, deutscher Kunstmäzen, Planer und Gestalter

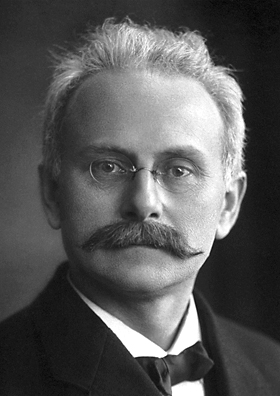
Johannes Stark (* 1874)

- 1874: Johannes Stark, deutscher Physiker, Nobelpreisträger
- 1875: James J. Jeffries, US-amerikanischer Boxer und Schwergewichtsweltmeister
- 1876: Raoul Auernheimer, österreichischer Jurist, Journalist und Schriftsteller
- 1877: Georg Kolbe, deutscher Bildhauer
- 1877: Arthur Werner, deutscher Politiker
- 1878: Albert Moser, Schweizer Orgelbauer
- 1878: Ernst Walter Ruhmer, deutscher Physiker
- 1878: Robert Walser, Schweizer Schriftsteller
- 1879: Karl Bösch, österreichischer Politiker

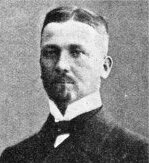
Hans Rose (* 1885)

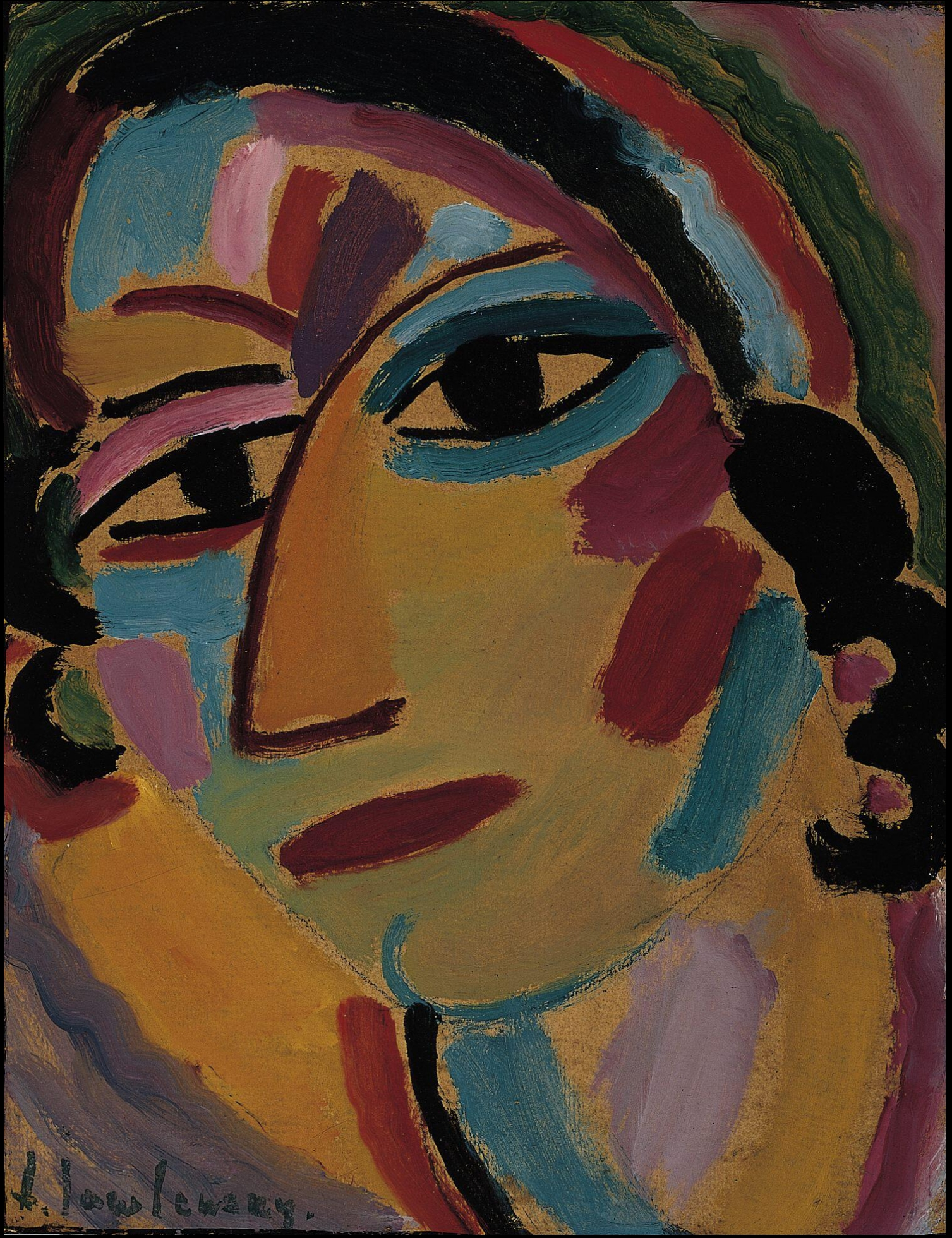
Galka Scheyer (* 1889)

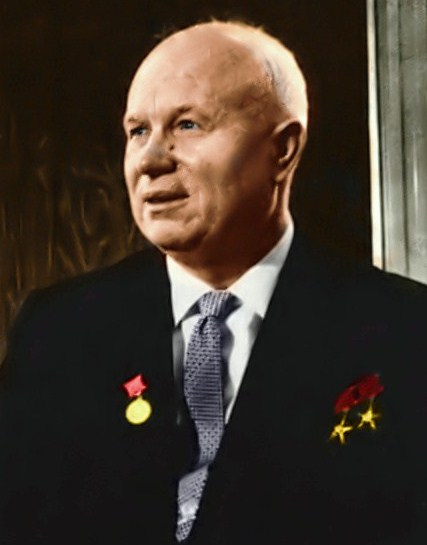
Nikita Chruschtschow (* 1894)

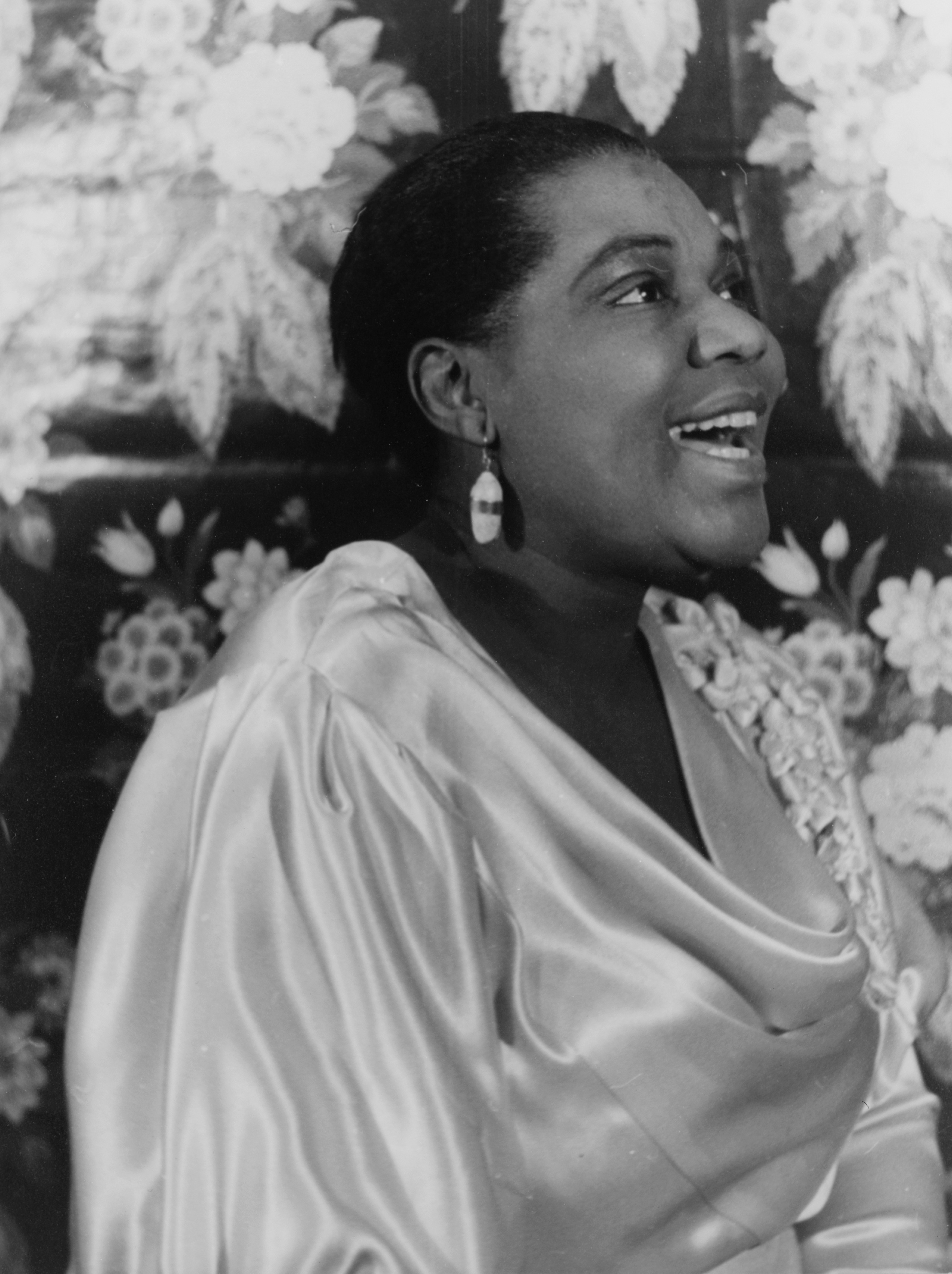
Bessie Smith (* 1894)

- 1879: Alexander Gleichmann von Oven, deutscher Ruderer
- 1880: Max Wertheimer, deutscher Gestaltpsychologe, Mitbegründer der Gestalttheorie bzw. -psychologie
- 1882: Giovanni Amendola, italienischer Journalist und Politiker
- 1883: Stanley Bruce, australischer Politiker, Premierminister
- 1883: Lucien Molon, französischer Autorennfahrer
- 1885: Franz Böhme, österreichischer Offizier und General der Gebirgstruppe in der deutschen Wehrmacht, mutmaßlicher Kriegsverbrecher
- 1885: Tadeusz Kutrzeba, polnischer General
- 1885: Hans Rose, deutscher Marineoffizier und U-Boot-Kommandant
- 1886: Frank E. Adcock, britischer Althistoriker
- 1886: Nikolai Stepanowitsch Gumiljow, russischer Dichter
- 1886: Heinrich Höcker, deutscher Politiker, Oberbürgermeister von Herford, MdL, MdB
- 1888: Hermann Köhl, deutscher Flugpionier, erster Überquerer des Atlantiks in Ost-West-Richtung
- 1889: August Adolphi, deutscher Kommunalpolitiker
- 1889: Galka Scheyer, deutsch-US-amerikanische Malerin, Kunsthändlerin und -sammlerin
- 1890: Billy DeBeck, US-amerikanischer Comiczeichner
- 1891: Karl Alwin, deutscher Dirigent
- 1891: Peter Horn, deutscher Politiker, MdL, MdB
- 1891: Väinö Raitio, finnischer Komponist
- 1891: Wallace Reid, US-amerikanischer Schauspieler
- 1892: Corrie ten Boom, niederländische Christin, Retterin zahlreicher Juden vor dem Holocaust, Gerechte unter den Völkern
- 1892: Gregor Schwake, deutscher Benediktiner und Priester, Kirchenmusiker, Komponist und Dichter, entschiedener Kritiker des Nationalsozialismus
- 1892: Cesare Zerba, italienischer römisch-katholischer Theologe, Bischof und Kardinal
- 1893: William C. McGann, US-amerikanischer Filmregisseur, Spezialeffektdesigner und Kameramann
- 1894: Nikita Sergejewitsch Chruschtschow, sowjetischer Politiker, Parteichef, Regierungschef
- 1894: Theodor Heckel, deutscher protestantischer Theologe und Bischof
- 1894: Edith von Sanden-Guja, deutsche Tierplastikerin und Malerin
- 1894: Bessie Smith, US-amerikanische Bluessängerin
- 1894: Frank Wohlfahrt, deutscher Musiker, Komponist, Musikpädagoge und Musikkritiker
- 1895: Corrado Alvaro, italienischer Schriftsteller
- 1895: Clark McConachy, neuseeländischer Snooker- und English-Billiards-Spieler, Weltmeister
- 1896: Gerhard Fieseler, deutscher Flugzeugkonstrukteur
- 1896: Nikolai Nikolajewitsch Semjonow, russischer Physikochemiker, Nobelpreisträger
- 1898: Peter DePaolo, US-amerikanischer Automobilrennfahrer
- 1898: Ria Ginster, deutsche Sängerin und Gesangspädagogin
- 1898: Flemming Weis, dänischer Komponist
- 1899: Curtis Bernhardt, deutsch-US-amerikanischer Filmregisseur
- 1900: Zygmunt Modzelewski, polnischer Politiker und Ökonom
- 1900: Wilhelm Wagenfeld, deutscher Gebrauchs-Designer

### 20. Jahrhundert

#### 1901–1925
- 1901: Joe Davis, englischer Snooker- und Billardspieler
- 1901: René Pleven, französischer Politiker
- 1903: Erich Arendt, deutscher Lyriker und literarischer Übersetzer
- 1903: Gerd Horseling, deutscher Politiker
- 1903: John Williams, britischer Schauspieler

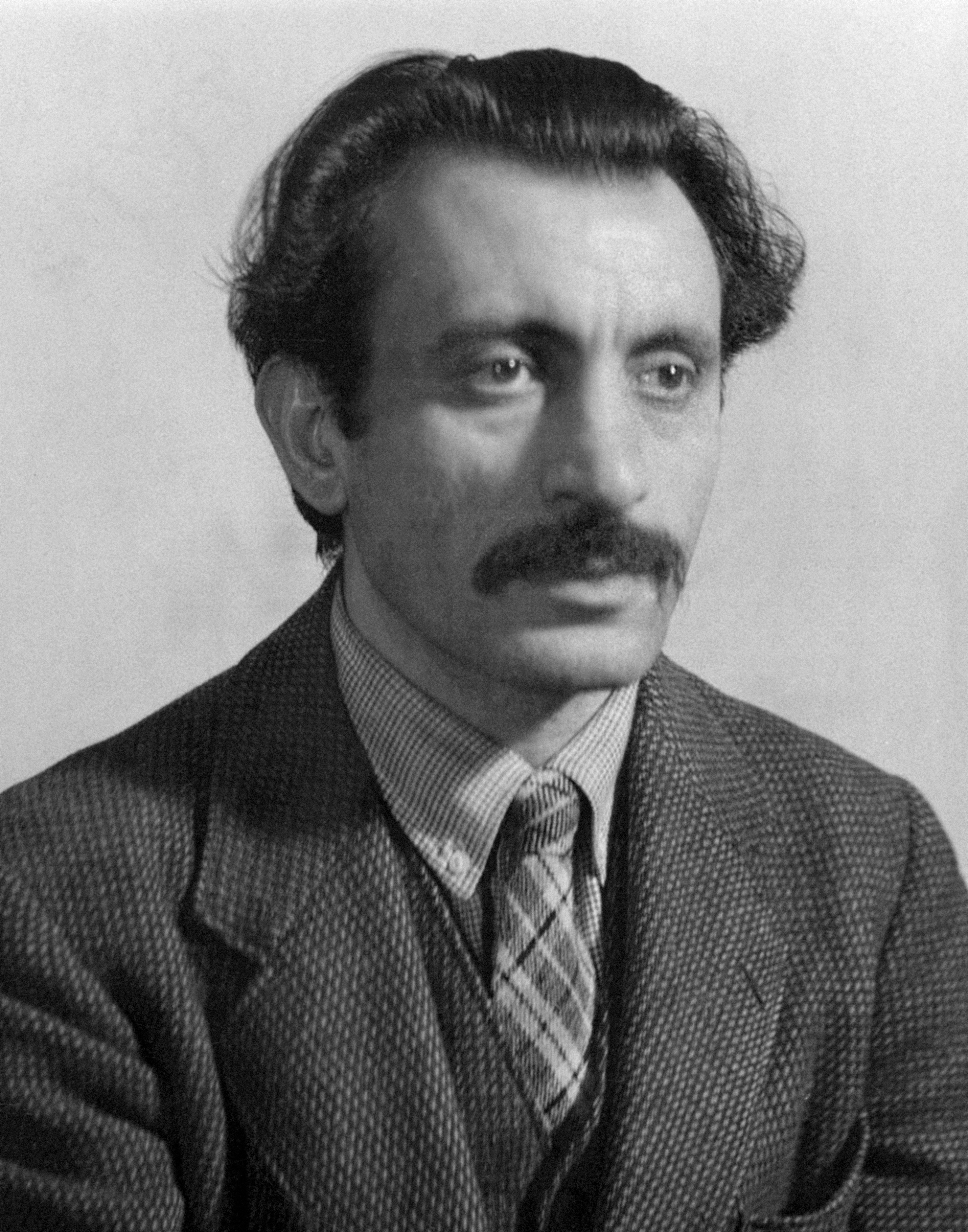
Arshile Gorky (* 1904)

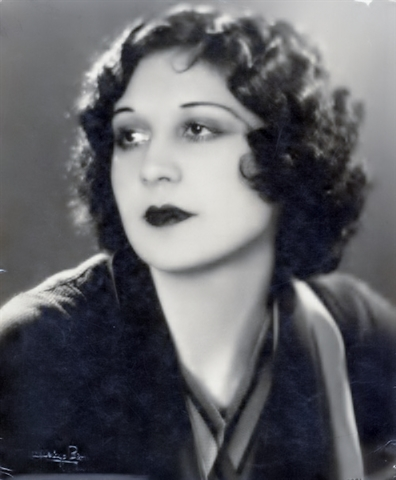
Lita Grey (* 1908)

- 1904: Arshile Gorky, US-amerikanischer Maler
- 1905: Bernard Addison, US-amerikanischer Jazz-Gitarrist und Banjo-Spieler
- 1906: Basdeo Bissoondoyal, mauritischer Volksaufklärer, Hindu-Missionar und Schriftsteller
- 1906: Christian Frederik von Schalburg, Führer der dänischen Freiwilligen der Waffen-SS
- 1907: Gerald Abrahams, britischer Schachspieler, -komponist und Autor vorwiegend juristischer und schachspezifischer Bücher
- 1907: Jean Fourastié, französischer Ökonom
- 1907: Ilja Szrajbman, polnischer Schwimmer, Opfer des Holocaust
- 1907: Nikolaas Tinbergen, niederländischer Verhaltensbiologe, Nobelpreisträger
- 1907: Giselher Wirsing, deutscher Journalist
- 1908: Eden Ahbez, US-amerikanischer Komponist
- 1908: Lita Grey, US-amerikanische Schauspielerin
- 1908: Ernst Lehmann, deutscher Politiker, Widerstandskämpfer
- 1908: Richard Löwenthal, deutscher Politologe und Publizist
- 1909: Leo Gottesleben, deutscher Politiker
- 1909: Wilhelm Prilipp, deutscher Brigadegeneral
- 1910: James Boulton, britischer Autorennfahrer
- 1910: Miguel Najdorf, polnischer Schachgroßmeister
- 1911: Yuri Arbatsky, Komponist und Folklorist

Kim Il-sung (* 1912)

- 1912: Kim Il-sung, nordkoreanischer Politiker
- 1913: Hans Egon Holthusen, deutscher Dichter
- 1913: Bärbel Inhelder, Schweizer Entwicklungspsychologin
- 1913: Werner Muensterberger deutscher Psychoanalytiker, Ethnologe und Kunsthistoriker
- 1913: Johannes Overath, deutscher katholischer Theologe und Priester
- 1913: Manfred Schmidt, deutscher Comic-Zeichner und humoristischer Reiseschriftsteller
- 1913: Lotte Strauss, deutsche Pathologin
- 1915: Pietro Donzelli, italienischer Fotograf
- 1915ː Frieda Sembach-Krone, deutsche Zirkusdirektorin
- 1915: Walter Washington, US-amerikanischer Politiker
- 1919: Fernando Namora, portugiesischer Schriftsteller
- 1920: Robert Aulotte, französischer Romanist und Literaturwissenschaftler
- 1920: Thomas Szasz, US-amerikanischer Psychiater

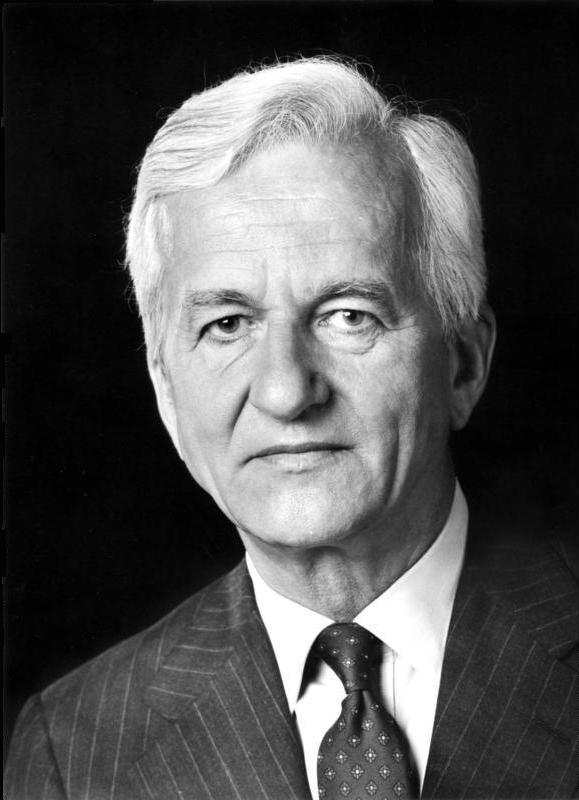
Richard von Weizsäcker (* 1920)

- 1920: Richard von Weizsäcker, deutscher Politiker, Regierender Bürgermeister von Berlin, Bundespräsident
- 1921: Georgi Beregowoi, sowjetischer Kosmonaut
- 1921: Ray Poole, US-amerikanischer American-Football-Spieler
- 1922: Michael Ansara, US-amerikanischer Schauspieler
- 1922: Hans-Joachim Baeuchle, deutscher Politiker, MdB
- 1922: Bruno Merk, bayerischer Innenminister
- 1922: Jacques Normand, kanadischer Sänger und Entertainer
- 1922: Harold Washington, US-amerikanischer Politiker
- 1922: Graham Whitehead, britischer Autorennfahrer
- 1922: Siegfried Wischnewski, deutscher Schauspieler
- 1923: Otto Schnellbacher, US-amerikanischer American-Football-Spieler
- 1924: Neville Marriner, britischer Dirigent und Geiger
- 1925ː Səkinə Əliyeva, aserbaidschanisch-sowjetische Staatsfrau und Politikerin
- 1925: Zdeněk Růžička, tschechoslowakischer Turner
- 1925: Peter Zwetkoff, bulgarischer Komponist

#### 1926–1950

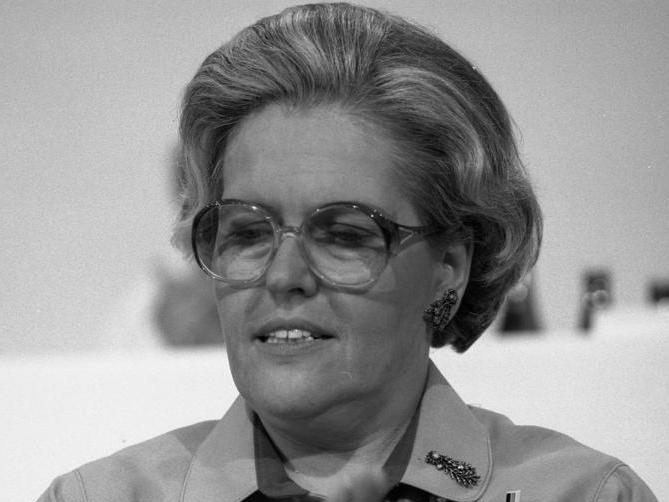
Hanna-Renate Laurien (* 1928)

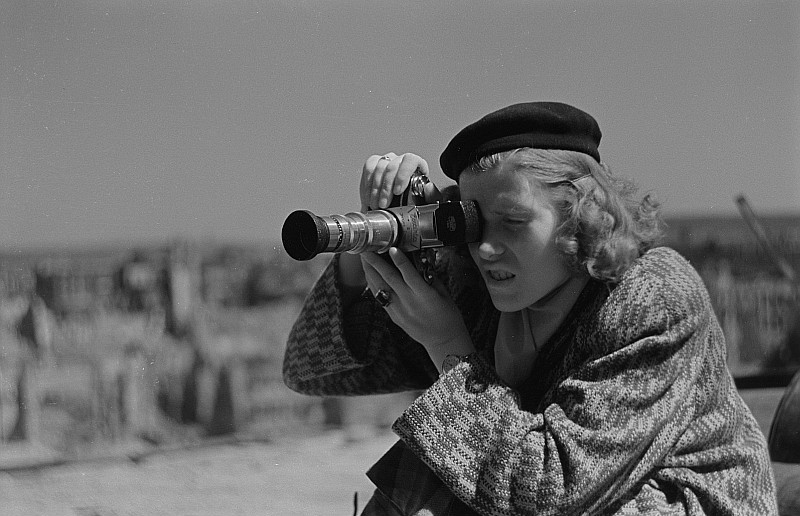
Renate Rössing (* 1929)

- 1926: Helmut Hubacher, Schweizer Politiker
- 1927: Wolf Häfele, deutscher Physiker
- 1927: Lothar Knessl, österreichischer Musikjournalist, Komponist und Kurator
- 1927: Robert L. Mills, US-amerikanischer Physiker
- 1928: Hanna-Renate Laurien, deutsche Politikerin
- 1928ː Norma Merrick Sklarek, US-amerikanische Architektin, erste zugelassene afroamerikanische Architektin der USA
- 1929: Roland Cardon, belgischer Komponist und Professor
- 1929: Renate Rössing, deutsche Fotografin
- 1930: Richard Davis, US-amerikanischer Jazz-Bassist
- 1930: Vigdís Finnbogadóttir, isländische Politikerin, Staatspräsidentin
- 1930: Herb Pomeroy, US-amerikanischer Jazz-Trompeter

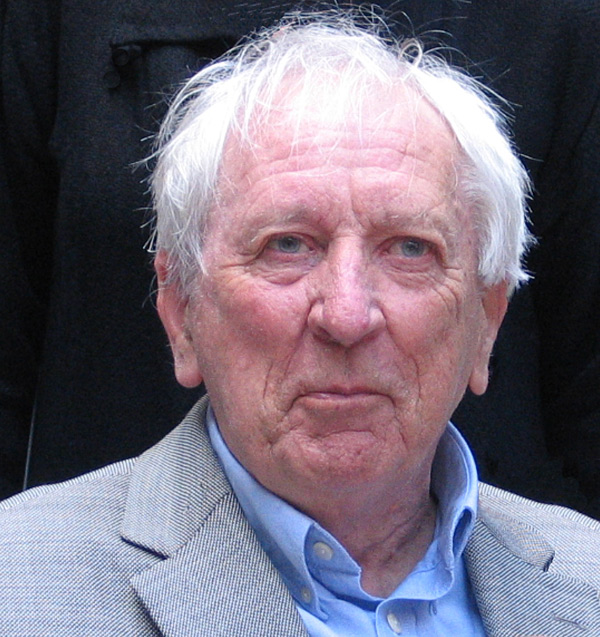
Tomas Tranströmer (* 1931)

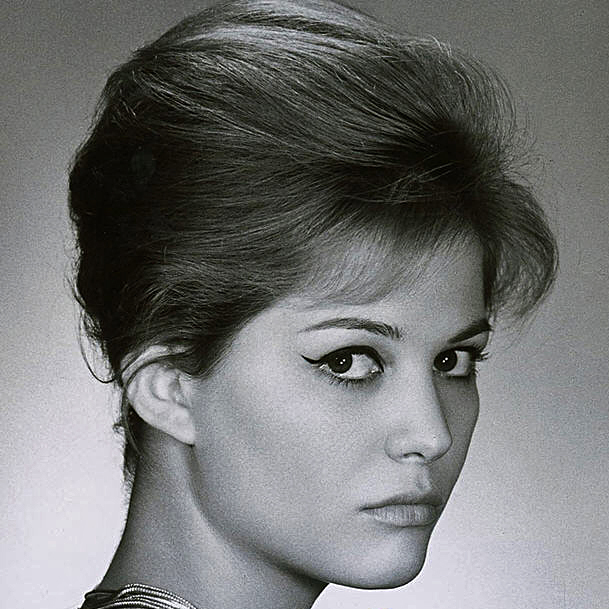
Claudia Cardinale (* 1938)

- 1931: Tomas Tranströmer, schwedischer Lyriker, Übersetzer und Psychologe, Nobelpreisträger
- 1932: Eva Figes, britische Schriftstellerin, Sozialkritikerin und Aktivistin gegen die traditionelle realistische Literatur
- 1932: Yoshie Hamamatsu, japanische Leichtathletin
- 1933: Roy Clark, US-amerikanischer Country-Musiker
- 1933: David Hamilton, britischer Kunstfotograf
- 1933: Elizabeth Montgomery, US-amerikanische Filmschauspielerin
- 1936: Rainer Hess, deutscher Romanist, Lusitanist und Literaturwissenschaftler
- 1936: Raymond Poulidor, französischen Radrennfahrer
- 1936: Héctor Quintanar, mexikanischer Komponist
- 1937: Michael Armacost, US-amerikanischer Wirtschaftsmanager und Diplomat
- 1937: Werner Labsch, deutscher Politiker
- 1937: Gerd Meyer, deutscher Brigadegeneral
- 1938: Claudia Cardinale, italienische Schauspielerin
- 1938: Abdul Rahman bin Haji Abbas, malaysischer Politiker
- 1938: Walter Scholz, deutscher Trompeter
- 1938: Willi Wrenger, deutscher Fußballspieler
- 1938: Manfred Zucker, deutscher Schachproblemkomponist
- 1939: Marty Wilde, britischer Rock-’n’-Roll-Sänger
- 1940: Jeffrey Archer, britischer Politiker und Schriftsteller
- 1940: Wilfried Erdmann, deutscher Einhandsegler
- 1940: Edy Hubacher, Schweizer Bobfahrer und Leichtathlet
- 1940: Josef Romano, israelischer Gewichtheber
- 1940: Julie Sommars, US-amerikanische Schauspielerin
- 1940: Marian Zazeela, US-amerikanische Künstlerin und Musikerin
- 1941: Jochen van Aerssen, deutscher Politiker
- 1941: Roland Astor, österreichischer Schauspieler, Musicaldarsteller, Hörspielsprecher und Synchronsprecher
- 1942: Ginette Acevedo, chilenische Sängerin
- 1942: Eberhard Wille, deutscher Volkswirt
- 1943: Edmund «Edy» Bruggmann, Schweizer Skirennläufer
- 1943: César Camacho, peruanisch-brasilianischer Mathematiker und Professor
- 1943: Mariann Fischer Boel, dänische Politikerin
- 1943ː Pınar Kür, türkische Schriftstellerin

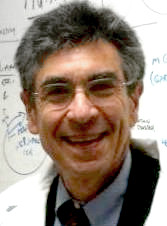
Robert Lefkowitz (* 1943)

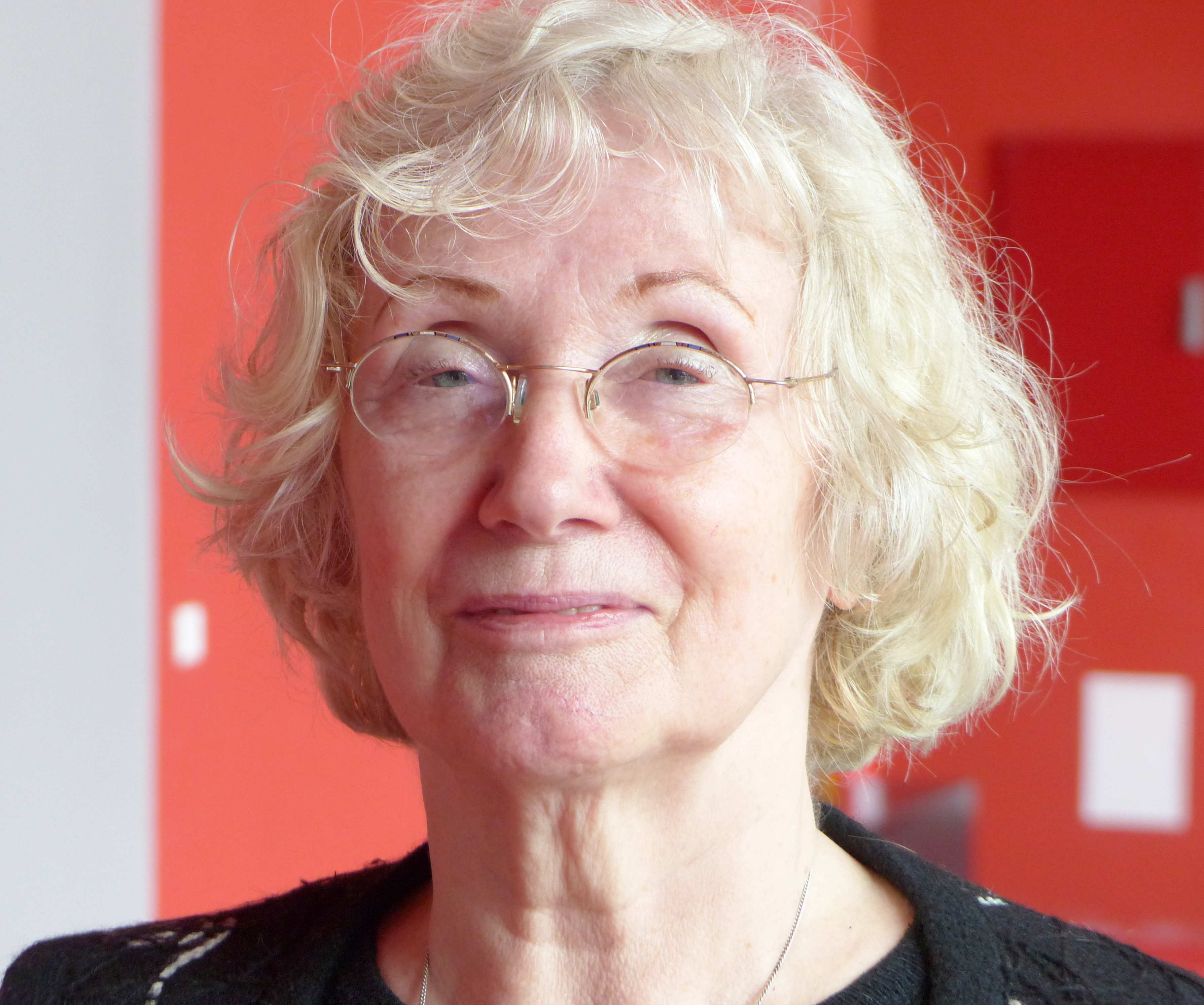
Beate Morgenstern (* 1946)

- 1943: Robert Lefkowitz, US-amerikanischer Chemiker, Nobelpreisträger
- 1944: Dave Edmunds, britischer Musiker
- 1945: Dagmar Frederic, deutsche Unterhaltungskünstlerin
- 1945: Milton Peláez, dominikanischer Rockmusiker, Komponist und Komiker
- 1946: Francis Antonysamy, indischer Bischof
- 1946: Friedrich Chlubna, österreichischer Schachproblemkomponist
- 1946: Beate Morgenstern, deutsche Schriftstellerin
- 1946: Winfried Nachtwei, deutscher Politiker
- 1946: Willi Neuberger, deutscher Fußballspieler
- 1947: Bill Aitken, schottischer Politiker
- 1947: Bojoura, niederländische Pop- und Folksängerin
- 1947: Mike Chapman, australischer Songwriter und Plattenproduzent
- 1947: Sepp Krassnitzer, österreichischer Musiker
- 1948: Michael Kamen, US-amerikanischer Komponist
- 1949: Alla Borissowna Pugatschowa, russische Sängerin und Komponistin
- 1949: Matthias Wissmann, deutscher Politiker
- 1950: Abd ar-Rahman ibn Hamad al-Attiyya, katarischer Diplomat und Politiker
- 1950: Gottfried Glassner, österreichischer katholischer Theologe und Benediktiner
- 1950: Tommy Kenter, dänischer Schauspieler
- 1950: Declan Ronan Lang, britischer Geistlicher, römisch-katholischer Bischof von Clifton (England)
- 1950: Paul Lüönd, Schweizer Musiker und Politiker
- 1950: Azmi Mohamed Megahed, ägyptischer Volleyballspieler
- 1950: Ujal Singh Bhatia, Mitglied des Appellate Body der Welthandelsorganisation

#### 1951–1975
- 1951: Michael Fahres, deutscher Komponist
- 1951: Harald Fuchs, deutscher Physiker
- 1951: Bernhard Lassahn, deutscher Schriftsteller
- 1951: John Lynch Phillips, US-amerikanischer Astronaut
- 1952: Sam McMurray, US-amerikanischer Schauspieler

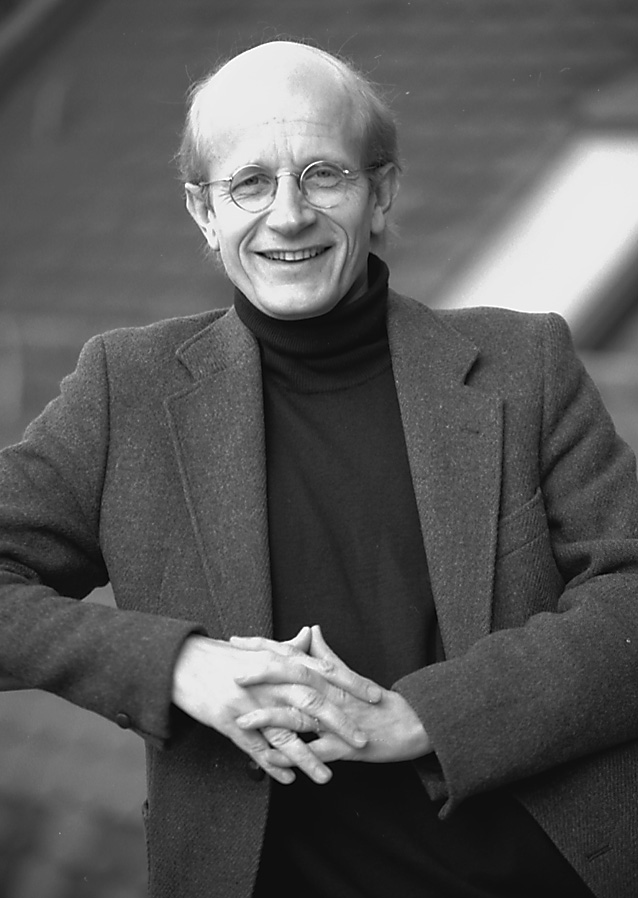
Klaus Angermann (* 1953)

- 1953: Klaus Angermann, deutscher Musikwissenschaftler und Operndramaturg
- 1953: Karl Daxbacher, österreichischer Fußballtrainer
- 1953: Katsunori Iketani, japanischer Autorennfahrer
- 1953: Peter Stauber, österreichischer Politiker
- 1954: Michael Helmrath, deutscher Oboist, Dirigent und Generalmusikdirektor
- 1954: Florian Poser, deutscher Vibraphonist und Komponist
- 1954: Wiktor Pynsenyk, ukrainischer Politiker
- 1954: Barbara Schneider-Kempf, deutsche Bibliothekarin
- 1954: Ewald Schurer, deutscher Politiker, MdB
- 1954: Seka, US-amerikanische Pornodarstellerin
- 1955: Dodi Al-Fayed, ägyptischer Geschäftsmann und Regisseur
- 1955: Enith Brigitha verh. Salle, niederländische Schwimmerin
- 1956: Wolfgang Branoner, deutscher Politiker
- 1956: Michael Cooper, US-amerikanischer Basketballspieler und -trainer
- 1956: Gert Jan Timmerman, niederländischer Schachspieler, Fernschachweltmeister
- 1957: Evelyn Ashford, US-amerikanische Leichtathletin
- 1958: Ronald Feisel, deutscher Journalist
- 1959: Fruit Chan, chinesischer Regisseur
- 1959: Uli Dembinski, deutscher Kunstflugpilot
- 1959: Christian Hartmann, deutscher Historiker
- 1959: Andreas Lämmel, deutscher Politiker, MdB

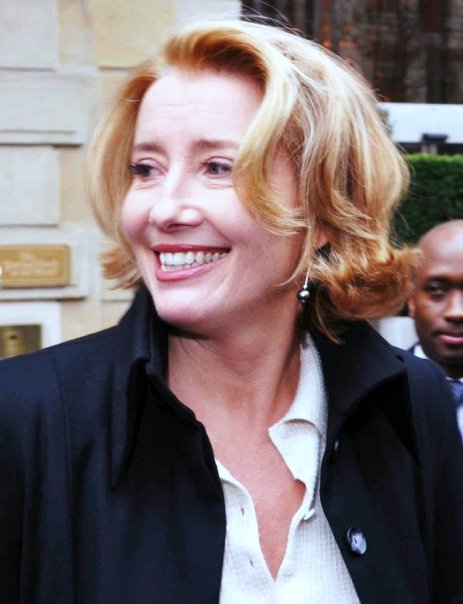
Emma Thompson (* 1959)

- 1959: Emma Thompson, britische Schauspielerin
- 1960: Philippe von Belgien, belgischer König
- 1960: Susanne Bier, dänische Regisseurin
- 1960: Pedro Delgado, spanischer Radrennfahrer
- 1960: Matthias Machnig, deutscher Politiker
- 1961: José Anigo, französischer Fußballspieler, -trainer und -funktionär
- 1961: Luca Barbarossa, italienischer Sänger
- 1961: Aldo Bertuzzi, italienischer Autorennfahrer
- 1961: Carol W. Greider, US-amerikanische Molekularbiologin, Nobelpreisträgerin
- 1961: Michael Paul, deutscher Handballspieler
- 1961: Kerstin Walther, deutsche Leichtathletin
- 1962: Franz Dufter, deutscher Rennfahrer
- 1962: Nawal El Moutawakel, marokkanische Leichtathletin
- 1962: Nick Kamen, britischer Sänger und Fotomodell
- 1962: Wally Schreiber, kanadischer Eishockeyspieler
- 1963: Beata Szydło, polnische Politikerin, Ministerpräsidentin
- 1964: George Baumgartl, deutscher Schauspieler
- 1964: Jörg-Uwe Lütt, deutscher Handballspieler
- 1965: Claudia Leistner, deutsche Eiskunstläuferin
- 1965: Pablo Molina, argentinischer Reggaemusiker
- 1965: Linda Perry, US-amerikanische Rocksängerin, Songwriterin und Musikproduzentin
- 1965: Sōichi Noguchi, japanischer Astronaut
- 1966: Victor Calero, deutsch-spanischer Schauspieler

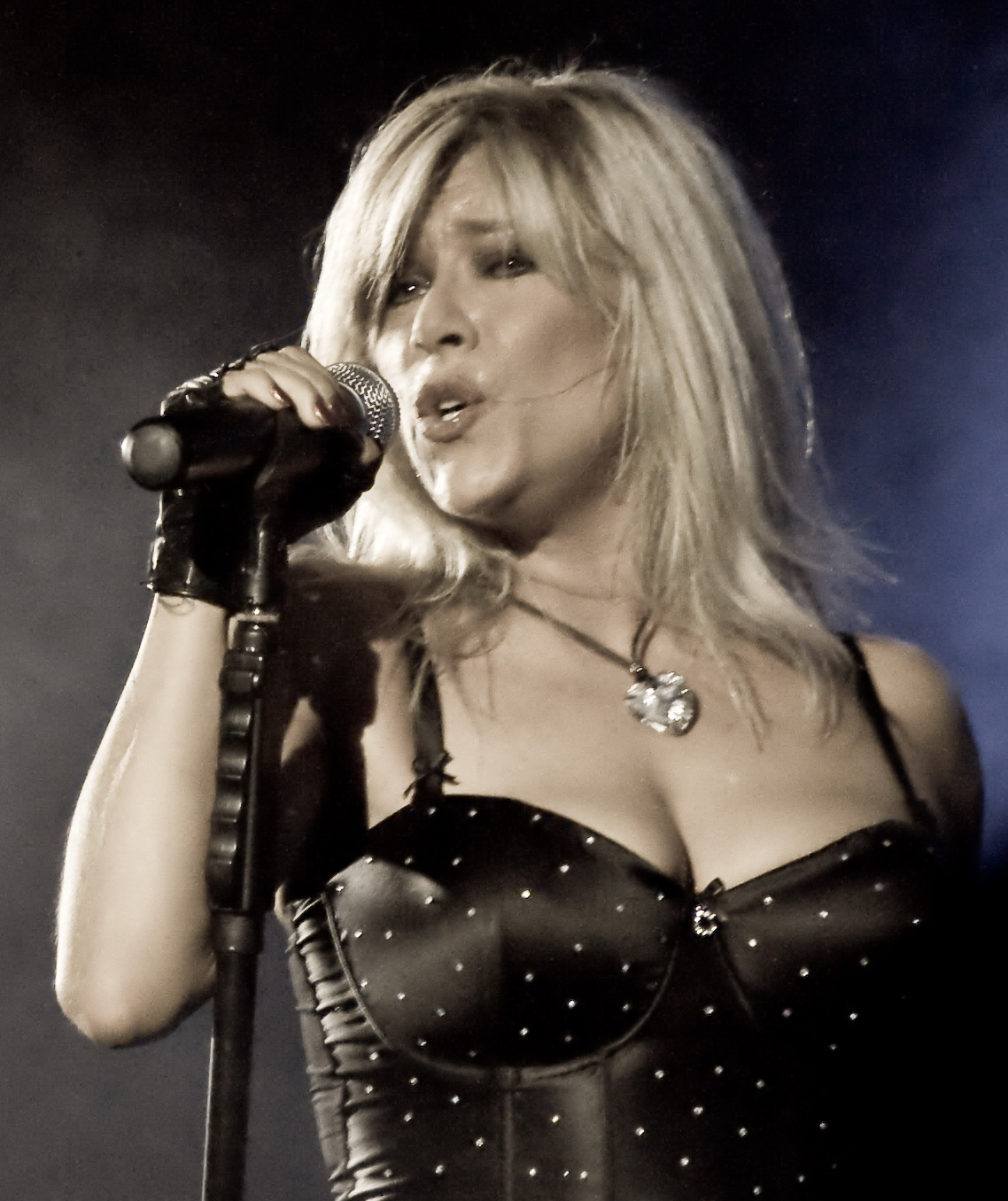
Samantha Fox (* 1966)

- 1966: Samantha Fox, britische Sängerin und Fotomodell
- 1968: Henning Harnisch, deutscher Basketballspieler
- 1968: Inês de Medeiros, portugiesische Schauspielerin und Politikerin
- 1968: Wano Merabischwili, georgischer Innenminister
- 1969: Craig Foster, australischer Fußballspieler
- 1969: Jimmy Waite, kanadischer Eishockeyspieler
- 1970: Lafayette Fredrikson, deutscher Komponist
- 1970: Matej Jovan, slowenischer Skirennfahrer
- 1970: Frizz Lauterbach, deutscher Journalist und Autor
- 1970: Michael Schiefel, deutscher Jazzsänger

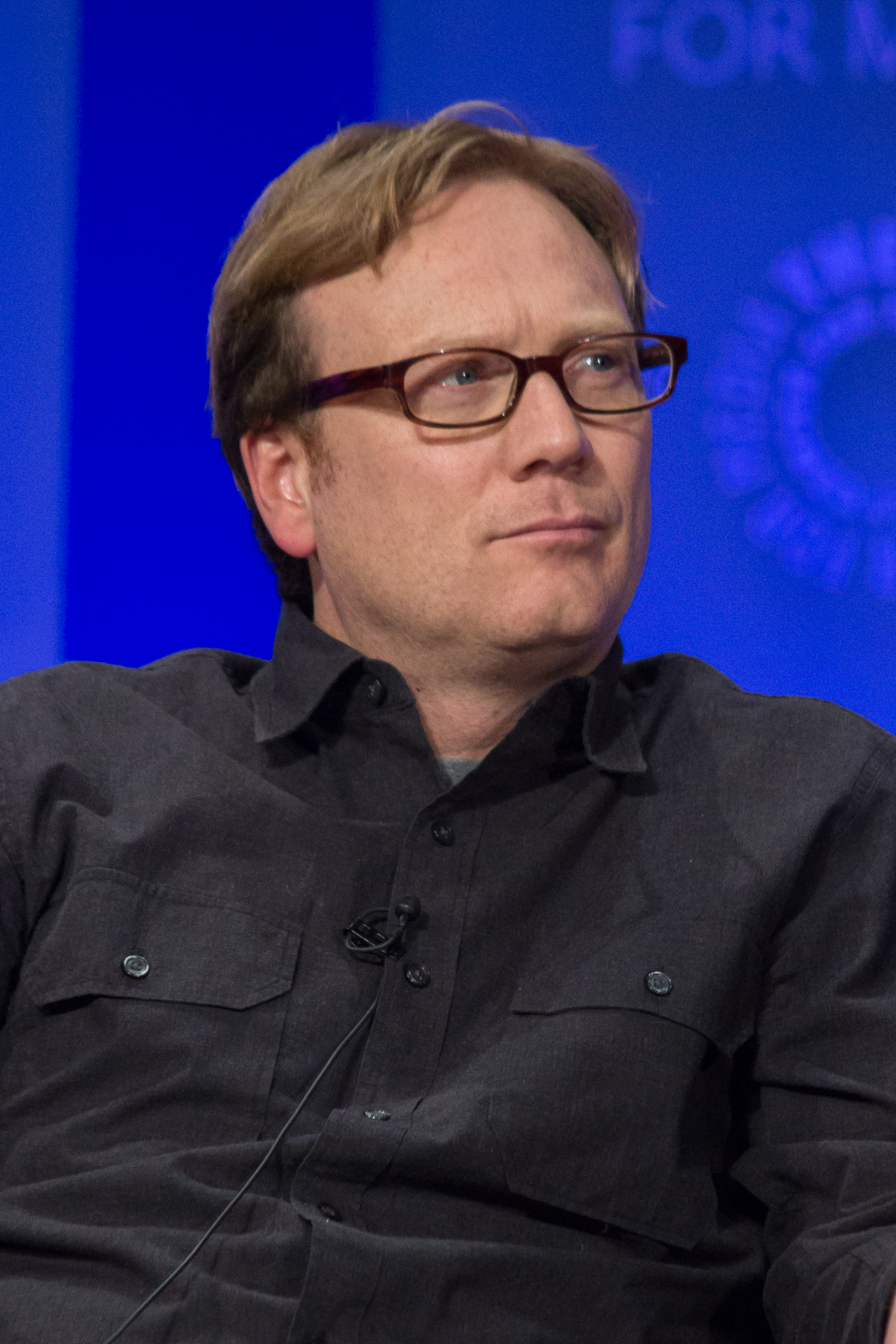
Andrew Daly (* 1971)

- 1971: Andrew Daly, US-amerikanischer Schauspieler, Komiker und Drehbuchautor
- 1971: Ivo Rüegg, Schweizer Bobfahrer
- 1971: Sarah Young, britische Pornodarstellerin
- 1972: Trine Dyrholm, dänische Schauspielerin und Sängerin
- 1972: Giuseppe Reina, deutscher Fußballspieler
- 1972: Viva Seifert, britische Turnerin und Musikerin
- 1973: Emanuel Rego, brasilianischer Beachvolleyballspieler
- 1973: Robert Scheidt, brasilianischer Segelsportler
- 1973: Lene Terp, dänische Fußballspielerin
- 1974: Marek Brezovský, slowakischer Komponist, Pianist, Sänger und Texter
- 1974: Isabel da Costa Ferreira, Politikerin aus Osttimor
- 1974: Oleg Michailowitsch Kuleschow, russischer Handballspieler und -trainer
- 1974: Danny Way, US-amerikanischer Profi-Skateboarder
- 1975: Paul Dana, US-amerikanischer Rennfahrer

#### 1976–2000
- 1976: Markus Hausweiler, deutscher Fußballspieler
- 1976: Seigō Narazaki, japanischer Fußballspieler
- 1976: Susan Ward, US-amerikanische Schauspielerin
- 1977: Lilija Wajhina-Jefremowa, ukrainische Biathletin
- 1978: Susanne Alt, deutsche Saxophonistin

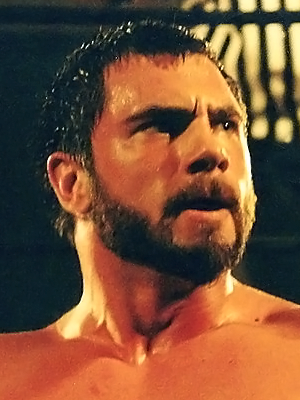
Austin Aries (* 1978)

- 1978: Austin Aries, US-amerikanischer Wrestler
- 1978: Soumaila Coulibaly, malischer Fußballspieler
- 1978: Claudius Weber, deutscher Fußballspieler
- 1979: Luke Evans, britischer Schauspieler
- 1980: Pierre-Alain Frau, französischer Fußballspieler
- 1980: Alessija Lause, deutsche Schauspielerin
- 1980: Fanny Cihlar, deutsche Feldhockeyspielerin
- 1980: Ljubomir Pavlović, serbischer Handballspieler
- 1980: Fränk Schleck, luxemburgischer Radrennfahrer
- 1981: Andrés D’Alessandro, argentinischer Fußballspieler
- 1981: Picco von Groote, deutsche Schauspielerin
- 1981: Markus Güntner, deutscher DJ
- 1982: Lena Amende, deutsche Schauspielerin
- 1982: Damià Abella Pérez, spanischer Fußballspieler
- 1983: Alice Braga, brasilianische Schauspielerin
- 1983: Matt Cardle, britischer Popsänger

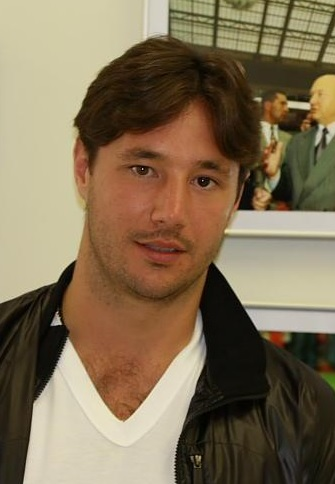
Igor Hürlimann (* 1983)

- 1983: Igor Hürlimann, Schweizer Fußballspieler
- 1983: Ilja Walerjewitsch Kowaltschuk, russischer Eishockeyspieler
- 1983: Steven Langton, US-amerikanischer Bobsportler
- 1984: Daniel Paille, kanadischer Eishockeyspieler
- 1985: Bongkoj Khongmalai, thailändische Schauspielerin
- 1986: Calum Angus, englischer Fußballspieler
- 1986: Hendrik Hahne, deutscher Fußballspieler
- 1986: Iván Lorenzo, andorranischer Fußballspieler
- 1986: Quincy Owusu-Abeyie, ghanaisch-niederländischer Fußballspieler
- 1987: Christina Haack, deutsche Leichtathletin
- 1987: Jenna Mohr, deutsche Skispringerin
- 1988: Yoann Arquin, französischer Fußballspieler
- 1988: Steven Defour, belgischer Fußballspieler
- 1988: Eliza Doolittle, britische Singer-Songwriterin und ehemalige Kinderdarstellerin
- 1989: Brandur Enni, färöischer Popstar
- 1989: Sam Sunderland, britischer Motorradrennfahrer

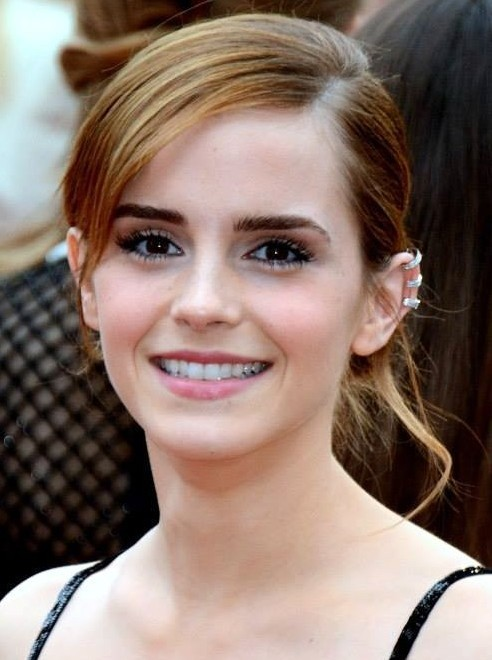
Emma Watson (* 1990)

- 1990: Emma Watson, britische Schauspielerin
- 1991: Javier Fernández López, spanischer Eiskunstläufer
- 1991: Marco Terrazzino, deutscher Fußballspieler
- 1991: Anastassija Winnikawa, belarussische Sängerin
- 1992: Amy Deasismont, schwedische Sängerin
- 1992: Richard Sandrak, US-amerikanischer Bodybuilder
- 1993: Felipe Anderson, brasilianischer Fußballspieler
- 1993: Jack Harvey, britischer Rennfahrer
- 1993: Alina Stiegler, deutsche Schauspielerin
- 1994: Jannik Huth, deutscher Fußballspieler
- 1994: Axcil Jefferies, simbabwischer Automobilrennfahrer
- 1995: José Arnáiz, spanischer Fußballspieler
- 1995: Cody Christian, US-amerikanischer Schauspieler
- 1995: Anna Platen, deutsche Schauspielerin und Model
- 1996: Joshua Mees, deutscher Fußballspieler
- 1996: Dana Vowinckel, deutsche Schriftstellerin
- 1997: Aleksander Fjeld Andersen, norwegischer Biathlet
- 1997: Marie Bendig, deutsche Schauspielerin
- 1997: Maisie Williams, britische Schauspielerin
- 1998: Dom Taylor, englischer Dartspieler
- 1999: Cade Otton, US-amerikanischer American-Football-Spieler

### 21. Jahrhundert
- 2001: Jordan Chiles, US-amerikanische Turnerin
- 2003: Matías Soulé, argentinischer Fußballspieler
- 2005: Enzo Trulli, italienischer Automobilrennfahrer
- 2009: Isaac Ordonez, US-amerikanische Schauspieler

## Gestorben

### Vor dem 16. Jahrhundert
- 0571: Kimmei, 29. Kaiser von Japan
- 0628: Suiko, 33. Kaiserin von Japan
- 0950: Ruthard, Bischof von Straßburg
- 1043: Adalbrand von Bremen, Erzbischof von Hamburg-Bremen
- 1053: Godwin von Wessex, einer der mächtigsten Männer Englands jener Zeit
- 1058: Woffo, Eichstätter Domkämmerer und später Bischof von Merseburg
- 1066: Eberhard von Trier, Erzbischof von Trier
- 1107: Heinrich I. von Assel, Bischof von Paderborn und Erzbischof von Magdeburg
- 1136: Richard FitzGilbert de Clare, Gründer der Abtei Tonbridge
- 1154: Az-Zafir, zwölfter Kalif der Fatimiden
- 1220: Adolf von Altena, Erzbischof von Köln
- 1237: Richard Poore, Bischof von Chichester, Bischof von Salisbury und Bischof von Durham
- 1246: Petrus Gonzales, spanischer Dominikaner und Heiliger („San Telmo“), Missionar der Seeleute
- 1341: Jean de Rossillon, Bischof von Lausanne
- 1415: Manuel Chrysoloras, byzantinischer Diplomat und Förderer der griechischen Literatur in Westeuropa
- 1446: Filippo Brunelleschi, italienischer Architekt und Bildhauer
- 1451: Johannes Hoffmann von Schweidnitz, römisch-katholischer Theologe, Rektor der Universitäten Prag und Leipzig sowie Bischof von Meißen
- 1463: Wolfgang Holzer, österreichischer Viehhändler, Kaufmann, Ratsherr und Bürgermeister der Stadt Wien

### 16. und 17. Jahrhundert
- 1519: Heinrich von Württemberg, Graf von Württemberg-Mömpelgard
- 1523: Michael von Wolkenstein-Rodenegg, Rat und Hofmeister von Kaiser Maximilian I.
- 1532: Michael Gaismair, Bauernführer in Tirol und Salzburg
- 1543: Francesco Canova da Milano, italienischer Komponist und Lautenist
- 1543: Christoph von Stadion, Bischof von Augsburg

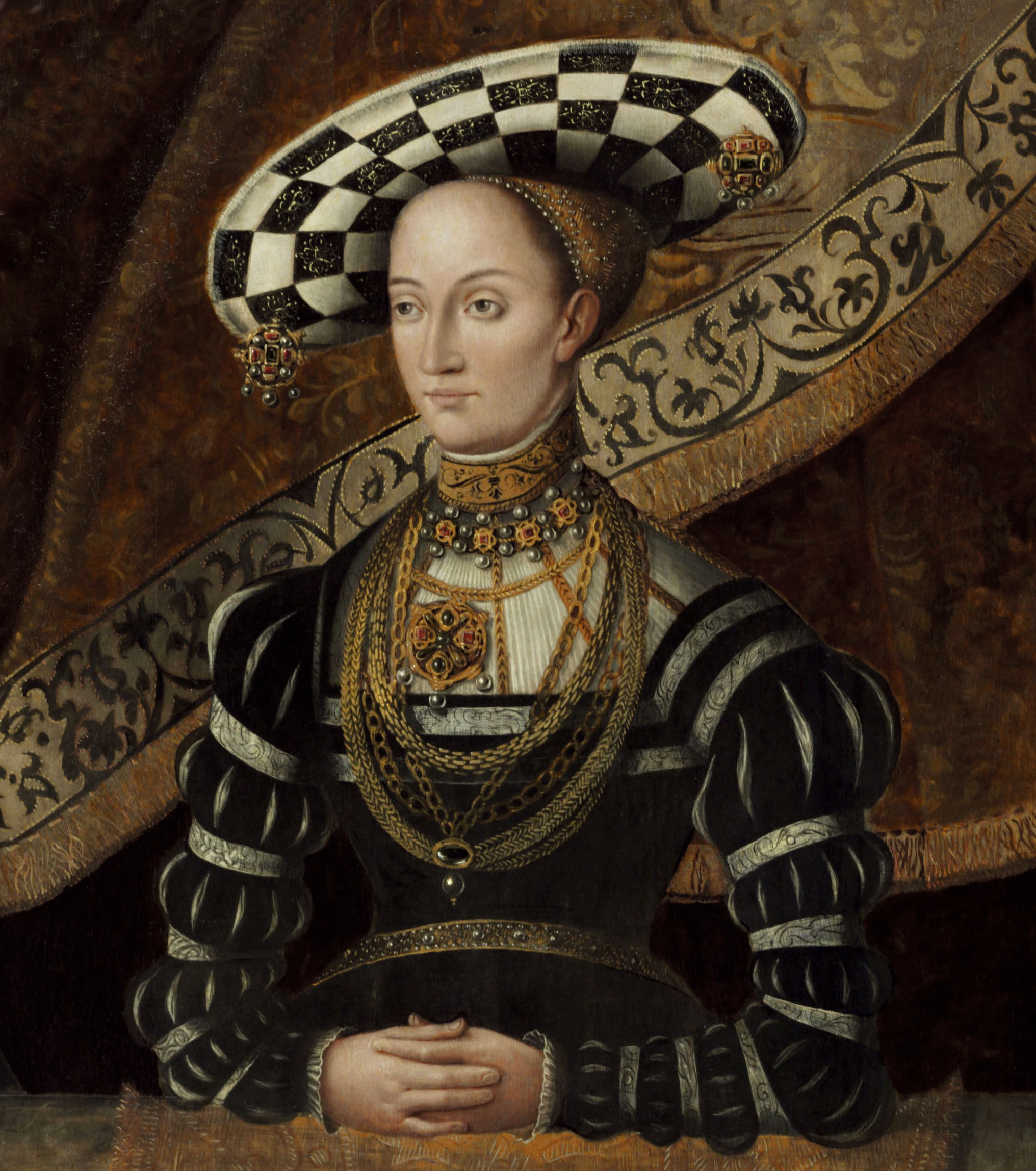
Christine von Sachsen († 1549)

- 1549: Christina von Sachsen, Landgräfin von Hessen
- 1558: Georg Scharnekau, deutscher evangelischer Theologe und Reformator
- 1558: Melchior Zobel von Giebelstadt, Fürstbischof von Würzburg
- 1563: Bernhard VIII., Graf zur Lippe
- 1578: Wolrad II., Graf von Waldeck-Eisenberg
- 1607: César de Bus, französischer Priester und Seliger
- 1610: Robert Parsons, englischer Jesuit und Politiker
- 1622: Leandro Bassano, italienischer Maler
- 1627: Alexander Lüneburg, Lübecker Bürgermeister
- 1632: George Calvert, 1. Baron Baltimore, englischer Staatsmann
- 1648: Christoph Treudel, Bürgermeister von Frankfurt am Main
- 1651: Thomas Francine, Florentiner Fontänenmeister in Frankreich
- 1657: Petrus Wittfeld, deutscher Theologe, Katechetiker und Kirchenrechtler
- 1659: Simon Dach, deutscher Dichter
- 1665: Lorenzo Lippi, italienischer Maler und Dichter
- 1679: Anne Geneviève de Bourbon-Condé, Herzogin von Longueville
- 1684: Georg Christoph von Haslang, kurbayrischer Gesandter bei den Westfälischen Friedensverhandlungen
- 1690: Michael I. Apafi, Fürst von Siebenbürgen
- 1695: Christoph Arnold, deutscher Astronom
- 1697: Karl XI., König von Schweden und Herzog von Zweibrücken

### 18. Jahrhundert
- 1708: Friedrich von Lüdinghausen Wolff, deutscher Jesuit, kaiserlicher Capellan, Berater des Kaisers Leopold, Kanzler der Universität Leopoldina in Breslau
- 1709: Amalia Regina von Zinzendorf, Reichsgräfin von Ortenburg
- 1714: Esther Schulhoff, deutsch-jüdische Unternehmerin, Münzmeisterin und Inhaberin des Münzregals von Brandenburg und Preußen
- 1718: Antonio Grano, sizilianischer Maler
- 1719: Françoise d’Aubigné, Marquise de Maintenon, zweite Gemahlin von Ludwig XIV.
- 1729: Maria Anna von Oettingen-Spielberg, Fürstin von Liechtenstein
- 1740: Abraham Frencel, sorbischer Geistlicher, Geschichtsschreiber und Sprachkundler
- 1742: Samuel Shute, englischer Offizier, Gouverneur von Massachusetts und New Hampshire
- 1746: Francisco Caporale, italienischer Komponist und Violoncellist
- 1750: Theophilus Grabener, deutscher Pädagoge
- 1754: Jacopo Riccati, venezianischer Mathematiker
- 1756: Johann Gottlieb Goldberg, deutscher Cembalist und Organist
- 1757: Rosalba Carriera, italienische Malerin
- 1757: Franz Joseph Spiegler, deutscher Maler
- 1758: Heinrich Valentin Beck, deutscher Kantor und Komponist
- 1761: Archibald Campbell, 3. Duke of Argyll, schottischer Adeliger, Richter, Politiker und Soldat
- 1764: Madame de Pompadour, Mätresse des französischen Königs Ludwigs XV.
- 1765: Michail Wassiljewitsch Lomonossow, russischer Universalgelehrter
- 1766: Robert Whytt, britischer Arzt und Neurowissenschaftler
- 1767: Johann David Gschwend, deutscher Pädagoge, Historiker und Autor
- 1769: Maria Leopoldine von Anhalt-Dessau, Prinzessin von Anhalt-Dessau und durch Heirat Gräfin zur Lippe-Detmold
- 1772: Karl Josef Batthyány, österreichischer Feldmarschall
- 1772: Viktor I. Amadeus Adolf, Fürst von Anhalt-Bernburg-Schaumburg-Hoym
- 1782: Henri-François de Treytorrens, Schweizer Kaufmann und Reeder
- 1784: Maximilian Friedrich von Königsegg-Rothenfels, Erzbischof von Köln
- 1788: Mary Delany, englische Schriftstellerin
- 1789: Christian Ludwig König, deutscher Orgelbauer
- 1797: Pedro Melo de Portugal y Villena, spanischer Offizier, Kolonialverwalter und Vizekönig des Río de la Plata
- 1799: Hieronymus Hess, Schweizer Zeichner und Maler

### 19. Jahrhundert

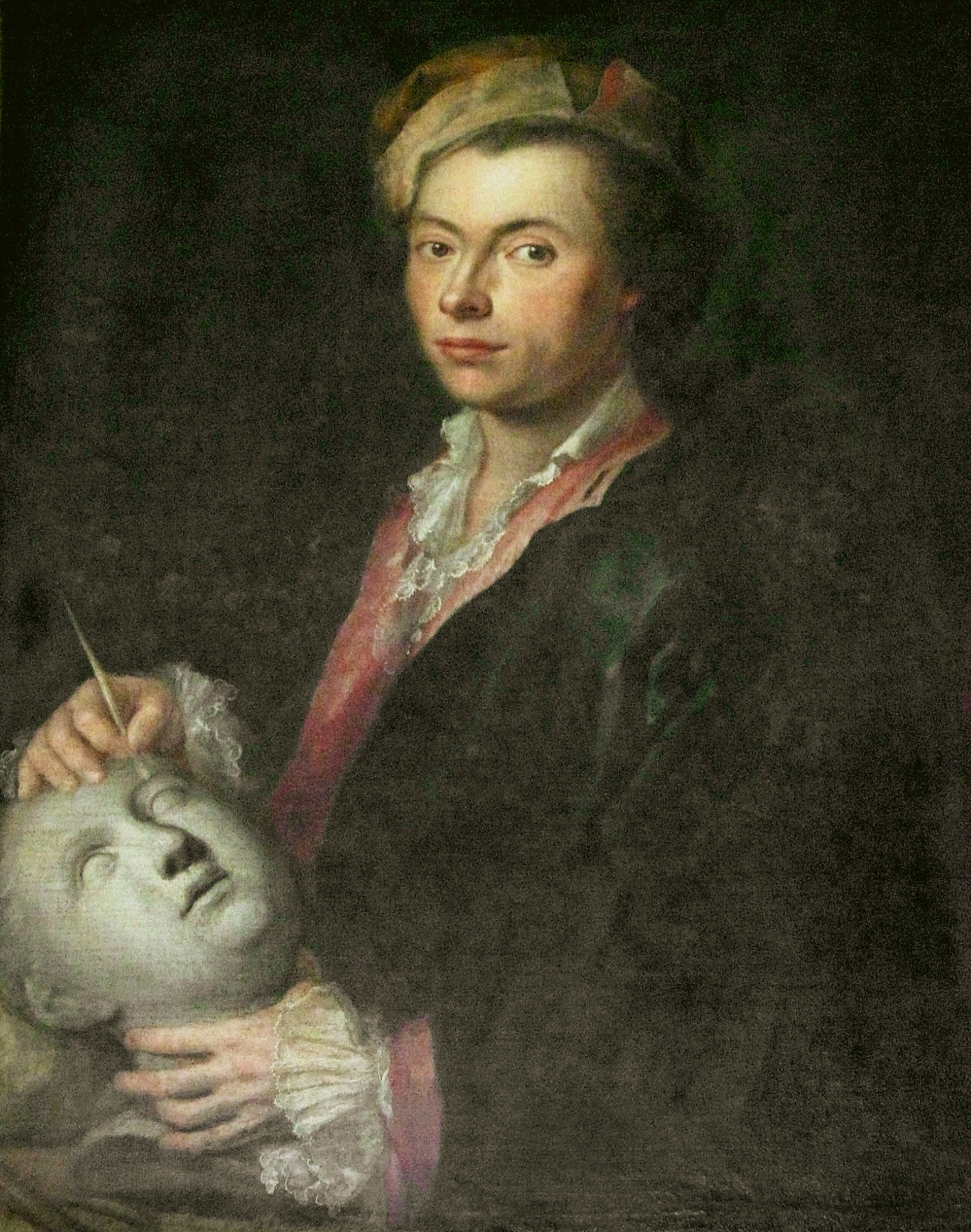
Dominikus Auliczek († 1804)

- 1804: Dominik Auliczek, böhmischer Bildhauer
- 1812: Olof Schwan, schwedischer Orgelbauer
- 1812: Johann Friedrich von Waldstein-Wartenberg, Bischof von Seckau
- 1815: Philipp Jacob Johann Leo Klein, deutscher Mediziner
- 1819: Oliver Evans, US-amerikanischer Erfinder
- 1821: Johann Christoph Schwab, deutscher Philosoph
- 1822: Alexius Vincenz Parizek, tschechischer Geistlicher, Pädagoge, Schriftsteller, Komponist und Zeichner
- 1823: Johann Christian Josef Abs, deutscher Pädagoge
- 1834: Girolamo Amati, italienischer Philologe, Gräzist, Epigraphiker, Paläograph und Handschriftenkundler
- 1845: Philippe Guerrier, Präsident von Haiti
- 1845: Ferdinand Schazmann, deutscher Jurist
- 1849: Thomas Carr, US-amerikanischer Musikverleger, Komponist und Organist
- 1850: Jules Robert Auguste, französischer Maler und Bildhauer
- 1853: Auguste Laurent, französischer Chemiker
- 1854: Arthur Aikin, englischer Chemiker, Mineraloge und Autor
- 1863: Heinrich Carl Esmarch, deutscher Jurist und Mitglied der Frankfurter Nationalversammlung
- 1864: Everhard von Groote, Germanist, Schriftsteller und Politiker

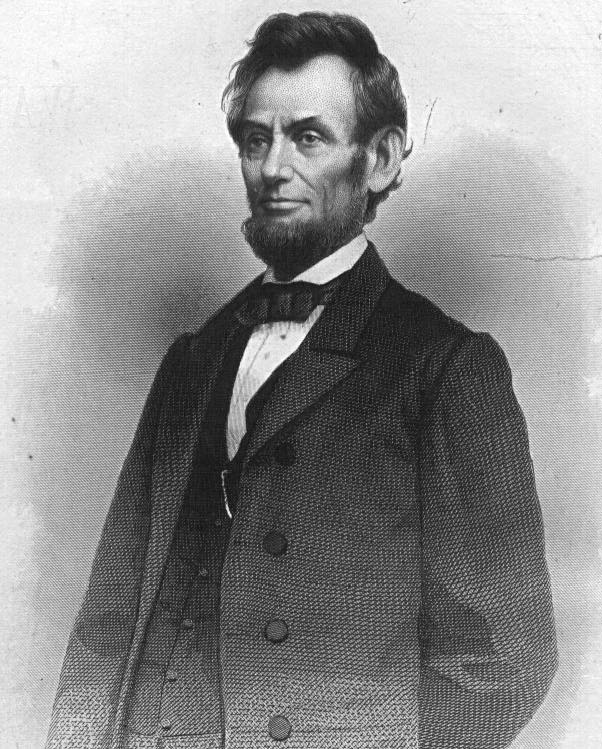
Abraham Lincoln († 1865)

- 1865: Abraham Lincoln, US-amerikanischer Staatspräsident
- 1869: Sampson Avard, britischer Theologe
- 1869: August Wilhelm Bach, deutscher Komponist und Organist
- 1869: Timothy C. Day, US-amerikanischer Politiker, Mitglied des US-Repräsentantenhauses für  Ohio
- 1870: Marianna Marchesa Florenzi, italienische Philosophin
- 1871: Karl Benjamin Preusker, deutscher Archäologe, Bibliothekar und Gründer der ersten Volksbücherei Deutschlands
- 1875: Joseph Crocé-Spinelli, französischer Ballonpionier
- 1882: Karl Friedrich Christian Hasselmann, deutscher Pfarrer und Politiker
- 1882: Andreas Lach, österreichischer Blumen- und Stilllebenmaler
- 1883: Friedrich Franz II., Großherzog von Mecklenburg-Schwerin
- 1885: Walther von Goethe, deutscher Kammerherr und Komponist
- 1888: Matthew Arnold, britischer Dichter und Kulturkritiker
- 1888: Anton Stecker, österreichischer Afrikareisender
- 1889: Damian de Veuster, belgischer Missionar, katholischer Seliger
- 1891: Stephen Albert Emery, US-amerikanischer Komponist und Musikpädagoge
- 1892: Amelia Edwards, englische Romanautorin, Dichterin, Journalistin, Reiseschriftstellerin, Illustratorin und Amateur-Archäologin
- 1893: Jean Dufresne, deutscher Schachmeister und -autor
- 1893: Rudolf Radecke, deutscher Komponist, Chorleiter und Musikpädagoge
- 1894: James Madison Harvey, US-amerikanischer Politiker, Gouverneur von Kansas
- 1895: Emilio Wilhelm Ramsøe, dänischer Komponist und Dirigent
- 1896: August Alexander Järnefelt, finnischer General, Topograph und Gouverneur
- 1898ː Marie Le Seur, deutsche Theaterschauspielerin

### 20. Jahrhundert

#### 1901–1950
- 1901: Václav Brožík, tschechischer Maler
- 1901: Leopold Magenbauer, rumäniendeutscher Komponist, Chorleiter und Lehrer
- 1902ː Antonie Baumberg, österreichische Schriftstellerin
- 1902: Johann Joseph Bohrer, Schweizer römisch-katholischer Geistlicher
- 1904: Eugen Dieterich, Chemiker und Pionier der deutschen pharmazeutischen Industrie
- 1907: Adolf Stern, deutscher Schriftsteller und Literaturhistoriker
- 1908: Antoine Béchamp, französischer Mediziner, Biologe und Pharmakologe
- 1910: Hanna Bieber-Böhm, deutsche Frauenrechtlerin und Wegbereiterin der Sozialen Arbeit
- 1911: Johannes Bosscha, niederländischer Physiker
- 1911: Georg Knorr, deutscher Ingenieur und Unternehmer
- 1912: Thomas Andrews Jr., nordirischer Schiffsarchitekt, Erbauer der Titanic
- 1912: John Jacob Astor IV, US-amerikanischer Geschäftsmann, Erfinder und Schriftsteller
- 1912: Carl Funke, deutscher Unternehmer
- 1912: Jacques Futrelle, US-amerikanischer Schriftsteller
- 1912: Benjamin Guggenheim, US-amerikanischer Geschäftsmann
- 1912: Jack Phillips, Erster Funker der Titanic

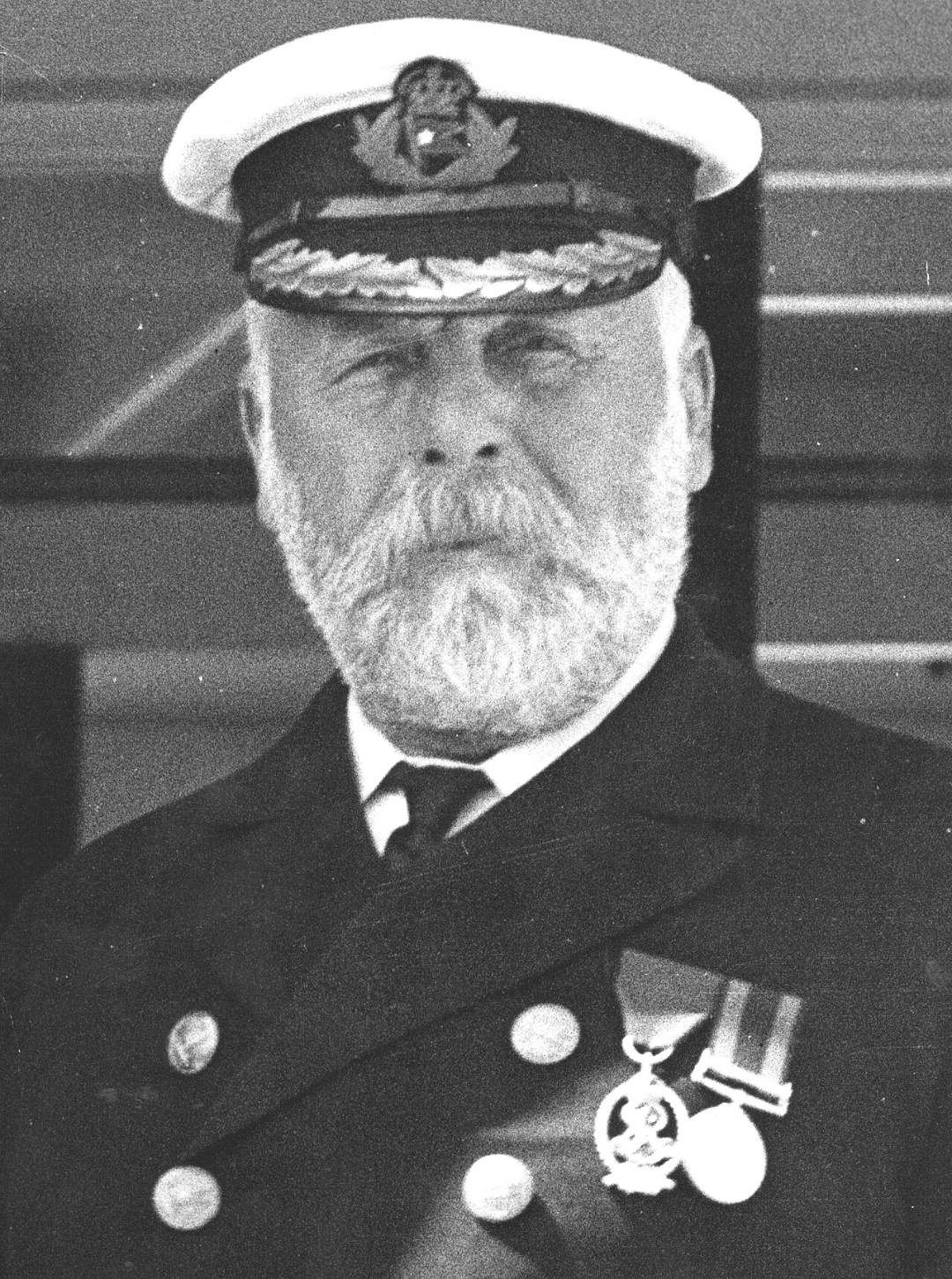
Edward J. Smith († 1912)

- 1912: Edward John Smith, britischer Kapitän der Titanic
- 1912: Isidor Straus, US-amerikanischer Geschäftsmann und Politiker
- 1914: Franz Weber, österreichischer Orgelbauer
- 1921: Georg Heinrich Maria Kirstein, Bischof von Mainz
- 1923ː Miss Senide, österreichische Raubtierdompteurin
- 1925: August Endell, deutscher Architekt
- 1925: Fritz Haarmann, deutscher Serienmörder (Vampir von Hannover)
- 1925: Willem Henri Julius, niederländischer Physiker
- 1925: John Singer Sargent, US-amerikanischer Maler
- 1927: Gaston Leroux, französischer Journalist und Krimi-Schriftsteller
- 1928: Pietro Bordino, italienischer Autorennfahrer
- 1929: Kamran Mirza, Prinz aus der Kadscharendynastie in Persien und Premierminister
- 1929: Antonio Smareglia, italienischer Komponist
- 1933: Dietlof von Arnim-Boitzenburg, preußischer Politiker
- 1935: Anna Ancher, dänische Malerin
- 1936: Hilda Sehested, dänische Pianistin und Komponistin
- 1938: César Vallejo, peruanischer Schriftsteller
- 1939: Minna Bachem-Sieger, deutsche Politikerin, Frauenrechtlerin und Dichterin
- 1940: Friedrich Andersen, deutscher evangelischer Theologe
- 1942: José Moreno Carbonero, spanischer Maler
- 1942: Robert Musil, österreichischer Schriftsteller
- 1945: Robert Anasch, deutscher kommunistischer Widerstandskämpfer
- 1945: Franz Bernthaler, österreichischer Lehrer und Widerstandskämpfer gegen den Nationalsozialismus
- 1945: Gunther Burstyn, Techniker und Offizier der österreichischen k.u.k. Armee
- 1945: Franz Goldau, deutscher Landwirt, Gutsbesitzer und Politiker
- 1945ː Herta Mohr, österreichische, später staatenlos in den Niederlanden lebende Ägyptologin, Opfer der Schoa
- 1945: Peter Öhler, deutscher Ringer
- 1945ː Margaretha Rothe, deutsche Widerstandskämpferin (Weiße Rose)
- 1946: Adelgunde von Portugal, Herzogin von Guimarães und eine Infantin von Portugal
- 1949: Wallace Beery, US-amerikanischer Schauspieler
- 1950: August Konermann, deutscher römisch-katholischer Pfarrer und Publizist

#### 1951–2000

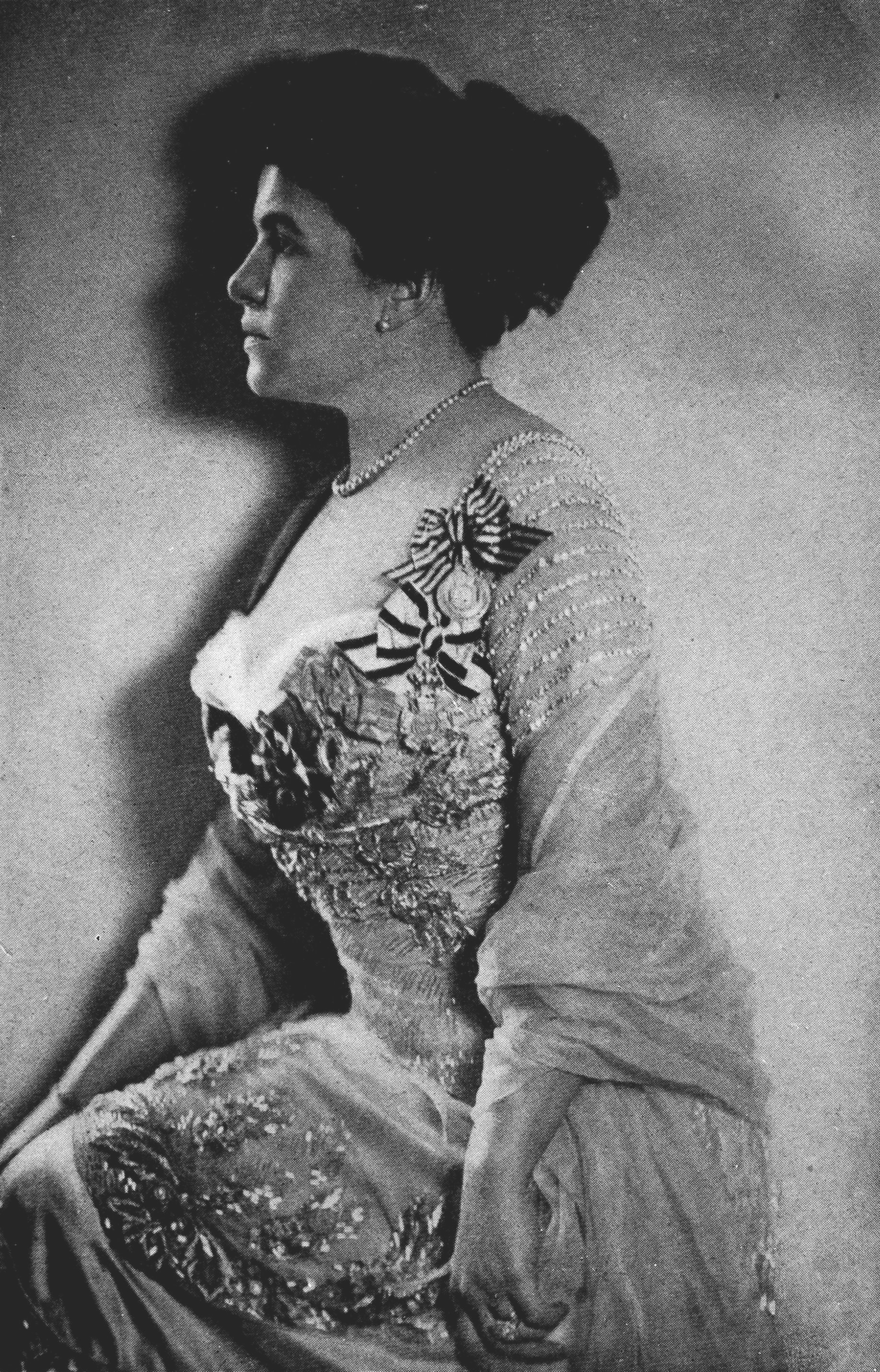
Mme. Charles Cahier († 1951)

- 1951: Mme. Charles Cahier, US-amerikanisch-schwedische Opernsängerin (Mezzosopran, Alt)
- 1952: Bruno Barilli, italienischer Komponist, Journalist und Schriftsteller
- 1952: Ludwig Kaas, deutscher Politiker
- 1952: Wiktor Michailowitsch Tschernow, russischer Politiker
- 1953: Knud Zimsen, Bürgermeister von Reykjavík
- 1954: Arthur Fickenscher, US-amerikanischer Komponist
- 1954: Max Walleser, deutscher Indologe
- 1954: Feliks Wrobel, polnischer Komponist
- 1956: Michael Gamper, Priester und Publizist
- 1957: Maximilian Rott, deutscher Kaufmann und Schriftsteller
- 1958: Estelle Taylor, US-amerikanische Schauspielerin
- 1962ː Clara Blandick, US-amerikanische Schauspielerin
- 1965: Hans Karl Breslauer, österreichischer Filmregisseur und Schriftsteller
- 1966: Hans Peters, deutscher Rechtswissenschaftler, Staatsrechtler und Politiker, Widerstandskämpfer gegen den Nationalsozialismus
- 1967: Totò, eigentlich Antonio de Curtis, italienischer Schauspieler
- 1968: Borys Ljatoschynskyj, ukrainischer Komponist
- 1968: Foreman Phillips, US-amerikanischer Country-Moderator und Veranstalter
- 1968: Amparo Poch y Gascón, spanische Medizinerin, Autorin, Feministin und Anarchistin
- 1971: Alexei Brodowitsch, russischer Grafikdesigner
- 1972: Otto Brenner, deutscher Gewerkschafter, Vorsitzender der IG Metall
- 1972: Frank Knight, US-amerikanischer Wirtschaftswissenschaftler
- 1975: Fritzmartin Ascher, deutscher Lehrer und Politiker
- 1975: Marjorie Stinson, US-amerikanische Flugpionierin
- 1979: Ladislav Stanček, slowakischer Komponist, Chordirigent und Organist
- 1980: Jean-Paul Sartre, französischer Schriftsteller und Philosoph, Hauptvertreter des Existentialismus, lehnte den Literaturnobelpreis ab
- 1982: Hans Weisz, rumäniendeutscher Kirchenmusiker und Komponist
- 1983: Raymond P. Ahlquist, US-amerikanischer Pharmazeut und Pharmakologe
- 1983: Corrie ten Boom, niederländische Christin und Retterin zahlreicher Juden vor dem Holocaust, Gerechte unter den Völkern
- 1983: Georges Layek, syrischer Erzbischof
- 1984: Grete Hermann, deutsche Mathematikerin, Physikerin und Widerstandskämpferin gegen den Nationalsozialismus
- 1984: Machito, eigentlich Francisco Raúl Gutiérrez Grillo, kubanischer Latin-Jazz-Musiker und Bandleader
- 1986: Sergei Nikolajewitsch Anochin, sowjetischer Testpilot
- 1986: Jean Genet, französischer Romanautor, Dramatiker und Poet
- 1987: Orland K. Armstrong, US-amerikanischer Politiker
- 1988: Kenneth Williams, britischer Schauspieler und Kultkomiker
- 1989: Charles Vanel, französischer Schauspieler und Regisseur

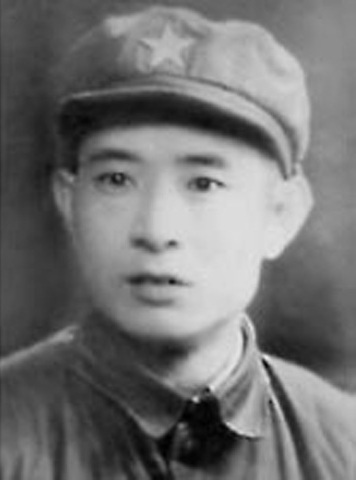
Hu Yaobang († 1989)

- 1989: Hu Yaobang, chinesischer Politiker
- 1990: Greta Garbo, schwedische Filmschauspielerin
- 1990: Helmut Lemke, deutscher Politiker, Ministerpräsident von Schleswig-Holstein
- 1992: Christian Maurer, Schweizer evangelischer Geistlicher und Hochschullehrer
- 1993: Uwe Beyer, deutscher Leichtathlet
- 1993: Lucette Descaves, französische Pianistin
- 1993: Brigitte Mahn-Diedering, deutsche Designerin
- 1993: Eduard Rhein, deutscher Erfinder, Publizist und Schriftsteller
- 1996: Karl Etti, österreichischer Chorleiter, Dirigent und Komponist
- 1998: Pol Pot, kambodschanischer Politiker, Bruder Nr. 1 der Roten Khmer
- 1999: Hermann Biechele, deutscher Pädagoge und Politiker, MdB

### 21. Jahrhundert
- 2001: Joey Ramone, US-amerikanischer Sänger
- 2001: Alberto Rey, chilenischer Harfenist
- 2003: Bernard Maria Huijbers, niederländischer Komponist und Kirchenmusiker
- 2004: Karin Eickelbaum, deutsche Film- und Theaterschauspielerin
- 2004: Hans Gmür, Schweizer Autor
- 2004: Maury Schleicher, US-amerikanischer American-Football-Spieler
- 2004: Mitsuteru Yokoyama, japanischer Manga-Zeichner
- 2006: Norbert Mateusz Kuźnik, polnischer Komponist, Musiktheoretiker, Organist und Orgelbauer
- 2008: Hazel Court, US-amerikanische Schauspielerin
- 2011: Vittorio Arrigoni, italienischer Reporter

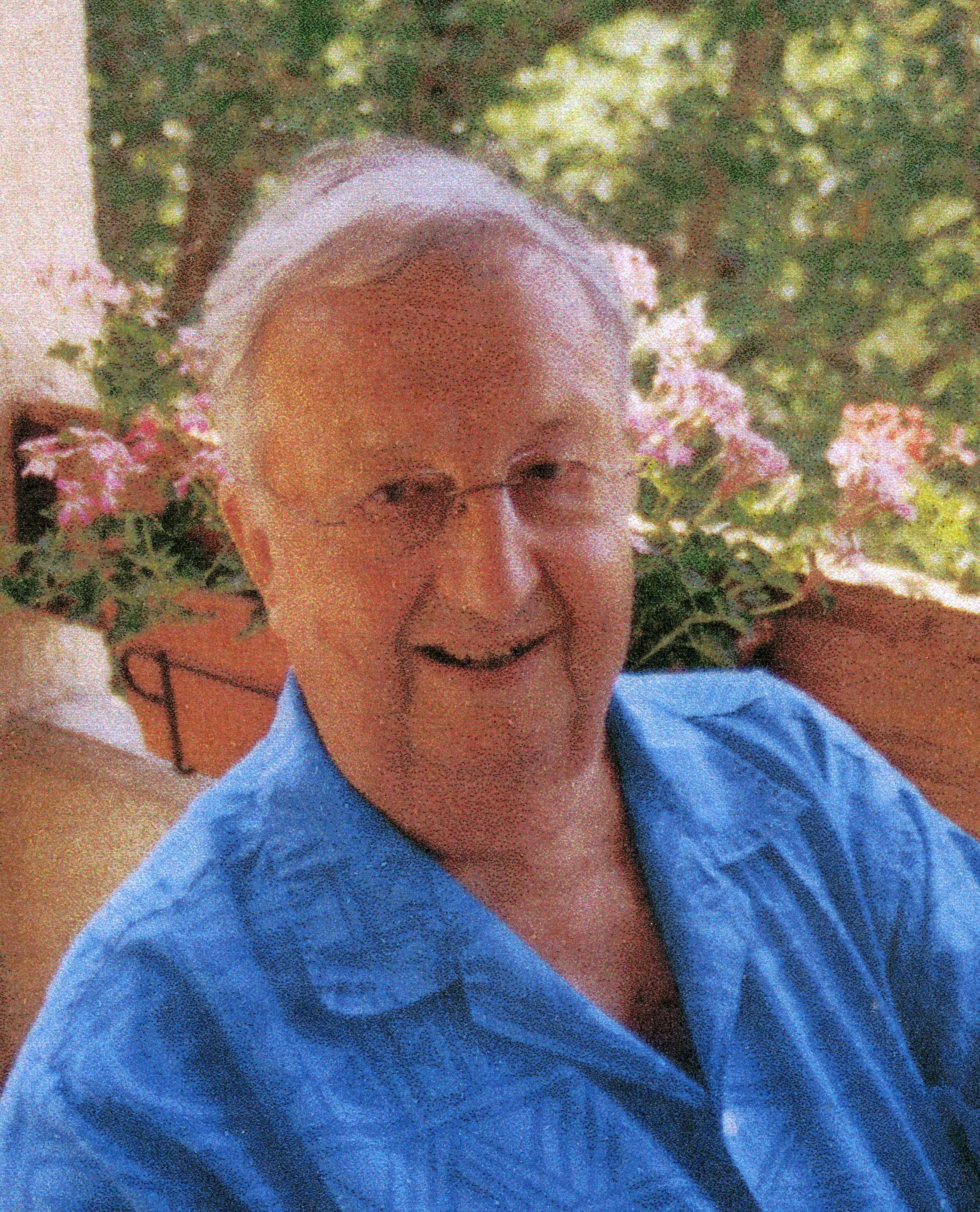
Jean-François Paillard († 2013)

- 2013: Jean-François Paillard, französischer Dirigent
- 2015: Jean Dubois, französischer Linguist, Französist, Grammatiker und Lexikograf
- 2015: Jef Penders, niederländischer Blasmusikkomponist und Dirigent
- 2015: Günter Stratenwerth, deutscher Rechtswissenschaftler
- 2016: Fred Mayer, US-amerikanischer Agent im Zweiten Weltkrieg
- 2016: Hans Günter Zekl, deutscher Klassischer Philologe
- 2017: Clifton James, US-amerikanischer Schauspieler
- 2017: Emma Morano, italienische Supercentenarian
- 2017: Kurt Zurfluh, Schweizer Fernseh- und Radiomoderator
- 2018: R. Lee Ermey, US-amerikanischer Filmschauspieler
- 2018: Vittorio Taviani, italienischer Filmregisseur
- 2020: Brian Dennehy, US-amerikanischer Schauspieler
- 2020: Lee Konitz, US-amerikanischer Jazz-Saxophonist
- 2020: Horst Müller, deutscher Pädagoge, Laienspielleiter, Theater-Regisseur und Autor
- 2021: Walter Kaufmann, deutsch-australischer Schriftsteller
- 2021: Christian Pulz, deutscher Bürgerrechtler und Politiker, MdA
- 2021: Peter Schellenberg, Schweizer Journalist, Direktor des Schweizer Fernsehens
- 2022: Bernhard Germeshausen, deutscher Bobpilot, Olympiasieger, Weltmeister
- 2022: Severo Hernández, kolumbianischer Radrennfahrer
- 2022: Henry Plumb, britischer Politiker, Präsident des Europäischen Parlamentes
- 2022: Liz Sheridan, US-amerikanische Schauspielerin
- 2023: Barbara Baum, deutsche Kostümbildnerin
- 2023: Frances Beatrice Marshoff, südafrikanische Politikerin
- 2023: Faith Thomas, australische Cricket- und Hockeyspielerin, erste in der australischen Nationalmannschaft eingesetzte Aborigine
- 2024: Bernd Hölzenbein, deutscher Fußballspieler und -funktionär, Weltmeister

## Feier- und Gedenktage
- Nationalfeiertage
  - Tag der Sonne, nordkoreanischer Gedenktag zum Geburtstag von Kim Il-sung
- Kirchliche Gedenktage
  - Caroline Fliedner, deutsche Wohltäterin (evangelisch)

Weitere Einträge enthält die Liste von Gedenk- und Aktionstagen.